# Apollo 8
Vous lisez un « bon article » labellisé en 2020.
Apollo 8 est le premier véhicule spatial habité à quitter l'orbite terrestre basse et le premier à se mettre en orbite autour de la Lune. Les trois astronautes constituant l'équipage — Frank Borman, James Lovell et William Anders — sont les premiers à se rendre à proximité de la Lune, à assister à un lever de Terre et à le photographier, et à échapper à l'attraction d'un corps céleste.
Apollo 8 est lancé le 21 décembre 1968. C'est le deuxième vol spatial habité du programme spatial américain Apollo après Apollo 7, qui est resté en orbite terrestre. Apollo 8 est le troisième vol et le premier lancement avec équipage assuré par la fusée Saturn V, et le premier vol spatial habité à décoller du Centre spatial Kennedy (cap Canaveral, Floride).
Initialement prévue comme le deuxième vol d'essai du module lunaire Apollo avec équipage et du module de commande, devant être effectué sur une orbite terrestre moyenne elliptique au début de 1969, la mission est modifiée en août 1968 au profit d'un vol orbital lunaire plus ambitieux avec le module de commande uniquement, programmé en décembre de la même année, car le module lunaire n'est pas encore prêt à effectuer son premier vol. L'équipage de l'astronaute Jim McDivitt, qui s'entraîne à effectuer le premier vol du module lunaire en orbite basse terrestre, devient l'équipage de la mission Apollo 9, et l'équipage de Borman est transféré à la mission Apollo 8. Leur entraînement dure ainsi de deux à trois mois de moins que prévu, et celui prévu sur le module lunaire est remplacé par un entraînement à la navigation translunaire.
Apollo 8 met 68 heures pour rejoindre la Lune. L'équipage effectue dix orbites autour d'elle en vingt heures, au cours desquelles il réalise une émission télévisée la veille de Noël. Durant l'émission, il lit les dix premiers versets du livre de la Genèse. À l'époque, elle est l'émission la plus regardée de tous les temps. Le succès de la mission Apollo 8 permet à Apollo 11 d'atteindre l'objectif fixé par le président John F. Kennedy de faire atterrir un homme sur la Lune avant la fin des années 1960. Les astronautes reviennent sur Terre le 27 décembre 1968, lorsque leur vaisseau spatial amerrit dans le nord de l'océan Pacifique. À leur retour, ils sont nommés « hommes de l'année » par le magazine Time pour 1968.

## Contexte
À la fin des années 1950 et au début des années 1960, les États-Unis sont engagés dans la guerre froide, une rivalité géopolitique avec l'Union soviétique (URSS). Le 4 octobre 1957, l'URSS lance Spoutnik 1, le premier satellite artificiel. Ce succès inattendu alimente les craintes et l'imagination dans le monde entier. Non seulement démontre-t-il que l'Union soviétique a la capacité de transporter des armes nucléaires sur des distances intercontinentales, mais aussi remet-il en question les prétentions américaines de supériorité militaire, économique et technologique. Le lancement provoque la crise du Spoutnik et déclenche la course à l'espace.
Le président des États-Unis John F. Kennedy pense qu'il est dans l'intérêt national des États-Unis d'être supérieurs aux autres nations et que la perception de la puissance américaine est au moins aussi importante que les faits. Il ne peut accepter que l'Union soviétique soit plus avancée dans le domaine de l'exploration spatiale. Il est déterminé à ce que les États-Unis soient les vainqueurs de la course à l'espace, grâce à une victoire décisive.
À cette époque, l'Union soviétique dispose de meilleures fusées de lancement. Kennedy choisit donc un objectif qui dépasse les capacités de la génération existante de fusées pour rééquilibrer la position respective des États-Unis et de l'URSS, même si cela ne peut pas être justifié par des raisons militaires, économiques ou scientifiques. Après avoir consulté ses experts et conseillers, il choisit le projet de faire atterrir un homme sur la Lune et le ramener sur Terre. Ce projet a déjà un nom : le projet Apollo.
Pour atteindre ce but, il est décidé d'adopter le principe d'un rendez-vous en orbite lunaire, dans le cadre duquel un vaisseau spatial spécialisé se pose sur la surface de la Lune. Le vaisseau spatial Apollo comporte par conséquent trois éléments principaux :
- un module de service (SM), qui fournit la propulsion, l'énergie électrique, l'oxygène et l'eau ;
- un module de commande (CM) comportant une cabine pour les trois astronautes, la seule partie qui retourne sur Terre. Ce module est notamment destiné à rester en orbite lunaire avec un seul astronaute à bord pendant que les deux autres vont sur la Lune à bord du module lunaire ;
- un module lunaire à deux étages (LM) : le module complet se pose sur la Lune, mais l'étage inférieur reste sur place et sert de base de lancement pour l'étage supérieur. Celui-ci permet aux astronautes de quitter la Lune en retrouvant le module de commande sur l'orbite lunaire où il les attend[o 6].

Cette configuration peut être lancée par la fusée Saturn V, qui est alors en cours de développement.

## Structure

### Équipe principale
L'affectation initiale de Frank Borman comme commandant, de Michael Collins comme pilote du module de commande (CMP) et de William Anders comme pilote du module lunaire (LMP) pour le troisième vol d'Apollo avec équipage est officiellement annoncée le 20 novembre 1967,. Collins est remplacé par Jim Lovell en juillet 1968, après avoir souffert d'une hernie discale cervicale qui nécessite une opération chirurgicale. Cette composition d'équipage est une première à l'époque dans la mesure où le commandant n'est pas le membre d'équipage le plus expérimenté : Lovell a déjà volé deux fois auparavant, sur Gemini VII et Gemini XII. C'est également le premier cas d'un commandant d'une mission précédente (Lovell, Gemini XII) volant en tant que non-commandant,.
| Position                     | Astronaute          | Nombre de vols spatiaux       |
| ---------------------------- | ------------------- | ----------------------------- |
| Commandant de la mission     | Frank F. Borman II  | Second et dernier vol spatial |
| Pilote du module de commande | James A. Lovell Jr. | Troisième vol spatial         |
| Pilote du module lunaire     | William A. Anders   | Seul vol spatial              |

### Équipe de réserve
L'affectation de l'équipage de réserve, composé de Neil Armstrong comme commandant, Lovell comme CMP et Buzz Aldrin comme LMP, pour le troisième vol d'Apollo avec équipage est officiellement annoncée en même temps que celle de l'équipage principal. Lorsque Lovell est réaffecté à l'équipage principal, Aldrin est muté au poste de CMP, et Fred Haise est amené comme LMP de réserve. Armstrong commande plus tard Apollo 11, avec Aldrin comme LMP et Collins comme CMP. Haise fait partie de l'équipage de réserve d'Apollo 11 en tant que LMP et vole sur Apollo 13 en tant que LMP aussi,.
| Position                     | Astronaute          |
| ---------------------------- | ------------------- |
| Commandant                   | Neil A. Armstrong   |
| Pilote du module de commande | Edwin E. Aldrin Jr. |
| Pilote du module lunaire     | Fred W. Haise Jr.   |

### Équipage de soutien
Pendant les projets Mercury et Gemini, chaque mission a une équipe principale et une équipe de réserve. Pour Apollo, un troisième équipage d'astronautes est ajouté, connu sous le nom d'équipage de soutien. Il s'occupe du plan de vol, des listes de contrôle et des règles de base de la mission, et veille à ce que les équipages principaux et de réserve soient informés de tout changement. L'escouade de soutien élabore des procédures dans les simulateurs, en particulier pour les situations d'urgence, afin que les formations principales et de réserve puissent s'entraîner et les maîtriser lors de leur apprentissage. Pour Apollo 8, l'équipe de soutien est composée de Ken Mattingly, Vance Brand et Gerald Carr,.
Le Capsule Communicator (CAPCOM) est un astronaute du centre de contrôle de la mission à Houston, au Texas, qui est la seule personne à communiquer directement avec l'équipage. Pour Apollo 8, les CAPCOM sont Michael Collins, Gerald Carr, Ken Mattingly, Neil Armstrong, Buzz Aldrin, Vance Brand et Fred Haise,.
Trois équipes sont chargées du contrôle de mission, chacune dirigée par un directeur de vol. Ceux d'Apollo 8 sont Clifford E. Charlesworth (équipe verte), Glynn Lunney (équipe noire) et Milton Windler (équipe marron),,

### Insigne de mission et nom du vaisseau

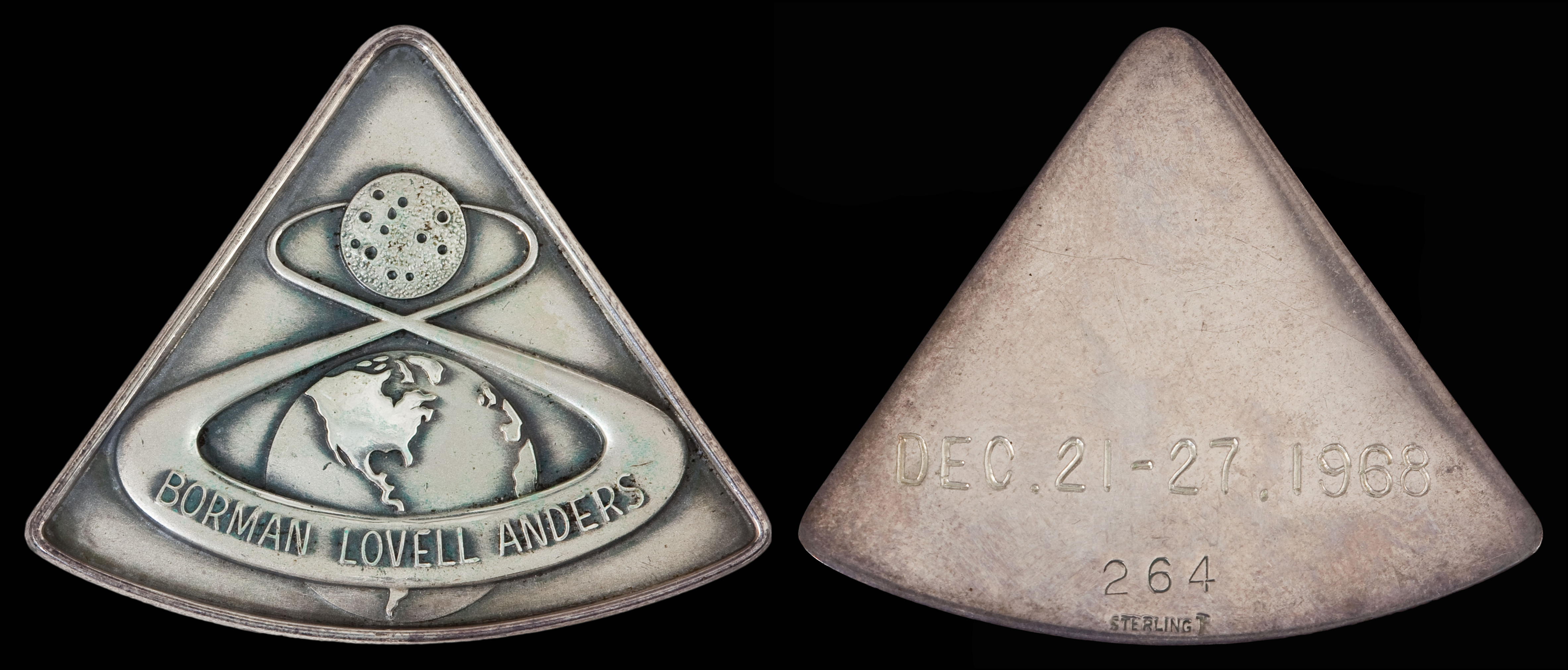
Médaillon Robbins en argent d'Apollo 8.

La forme triangulaire de l'insigne fait référence à la forme du module de commande Apollo. Elle montre un chiffre rouge « 8 » qui fait le tour de la Terre et de la Lune pour refléter à la fois le numéro de la mission et la nature circumlunaire de celle-ci. Au bas du « 8 » figurent les noms des trois astronautes. Le design initial de l'insigne est développé par Jim Lovell, qui l'a esquissé alors qu'il se trouvait sur le siège arrière d'un vol T-38 entre la Californie et Houston, peu après avoir appris la nouvelle désignation d'Apollo 8 comme mission orbitale lunaire.
Les membres de l'équipage veulent donner un nom au vaisseau spatial, mais la NASA ne le permet pas. Ils auraient probablement choisi Columbiad, le nom du canon géant qui lance un véhicule spatial dans le roman de Jules Verne de 1865 intitulé De la Terre à la Lune. C'est en partie pour cette raison que le CM d'Apollo 11 est baptisé Columbia.

## Préparation

### Programme de la mission
Le 20 septembre 1967, la NASA adopte un plan en sept étapes pour les missions Apollo, la dernière étant l'alunissage. Apollo 4 et Apollo 6 sont des missions dites « A », c'est-à-dire des essais en orbite terrestre du lanceur Saturn V utilisant un modèle de production Block I non habité du module de commande et de service (CSM). Apollo 5 est quant à elle une mission dite « B », un test du module lunaire en orbite terrestre. Apollo 7, prévu pour octobre 1968, est une mission dite « C », un vol en orbite terrestre avec équipage du CSM. D'autres missions sont également prévues et dépendent de l'état de préparation du LM. En mai 1967, il est décidé de programmer au moins quatre missions supplémentaires. Apollo 8 est prévu comme la mission « D », un test du LM en orbite terrestre basse qui doit être réalisé en décembre 1968 par James McDivitt, David Scott et Russell Schweickart, tandis que l'équipage de Frank Borman doit effectuer au début de l'année 1969 la mission « E », un test plus rigoureux du LM sur une orbite terrestre moyenne elliptique comme Apollo 9. La mission« F » doit tester le CSM et le LM en orbite lunaire et, enfin, la mission « G » l'alunissage.

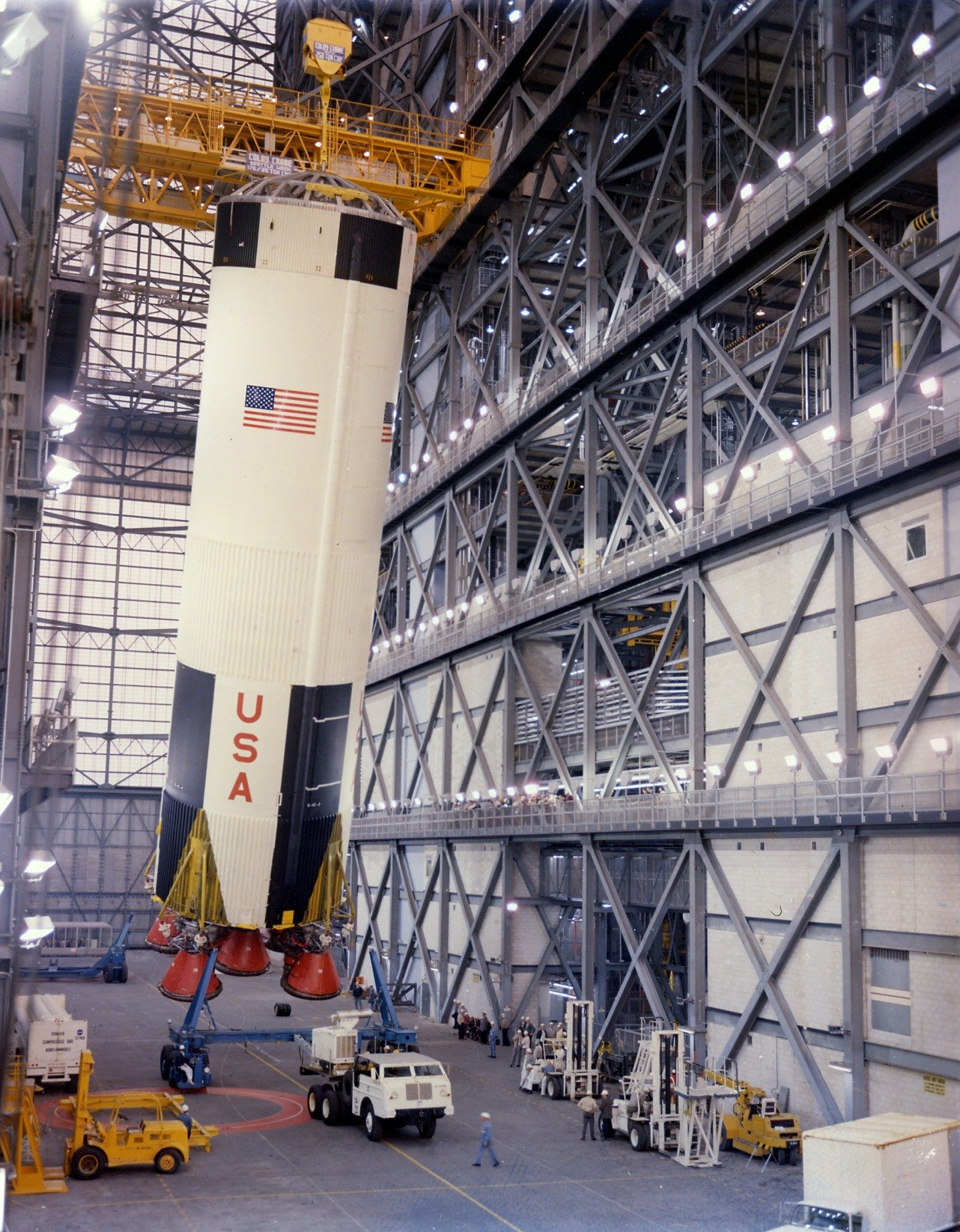
Le premier étage de l'AS-503 en cours de montage dans le Vehicle Assembly Building (VAB) le 1 02 1968.

Toutefois, la production du module lunaire prend du retard, et lorsque le LM-3 d'Apollo 8 arrive au Centre spatial Kennedy (KSC) en juin 1968, plus d'une centaine de défauts significatifs sont découverts, ce qui conduit Bob Gilruth, le directeur du Centre des engins spatiaux habités (MSC), et d'autres à conclure qu'il n'y a aucune chance qu'il soit prêt à voler en 1968. La livraison risque d'être reportée à février ou mars 1969. En effet, suivre le plan initial en sept étapes signifie retarder la mission « D » et les suivantes, et mettre en danger l'objectif du programme d'un alunissage avant la fin de 1969. George Low, le directeur du bureau du programme d'engins spatiaux Apollo, propose en août 1968 une solution pour maintenir le programme sur la bonne voie malgré le retard du module lunaire. Comme le prochain module de commande (désigné sous le nom de « CSM-103 ») doit être prêt trois mois avant le LM-3, une mission exclusivement CSM peut être effectuée en décembre 1968. Ainsi, au lieu de répéter le vol de la mission « C » d'Apollo 7, ce CSM peut être envoyé jusqu'à la Lune, avec la possibilité d'entrer en orbite lunaire et de revenir sur Terre. Cette solution permet également à la NASA de tester des procédures d'alunissage qui auraient autrement dû attendre Apollo 10, la mission « F » prévue. Cela signifie également que la mission « E » en orbite terrestre moyenne peut être supprimée. Finalement, seule la mission « D » doit être retardée et le plan d'alunissage de la mi-1969 peut être maintenu dans les délais prévus.
Le 9 août 1968, Low discute de l'idée avec Gilruth, le directeur de vol Christopher Kraft et le directeur des opérations des équipages de vol Donald Slayton. Ils se rendent ensuite au Marshall Space Flight Center (MSFC) de Huntsville, en Alabama, où ils rencontrent le directeur du KSC, Kurt Debus, le directeur du programme Apollo, Samuel C. Phillips, Rocco Petrone et Wernher von Braun. Kraft estime que la proposition est réalisable du point de vue des commandes de vol ; Debus et Petrone conviennent que la prochaine Saturn V, l'AS-503, peut être prête pour le 1er décembre ; et von Braun est confiant quant à la résolution des problèmes d'effet pogo qui ont affecté Apollo 6. Presque tous les cadres supérieurs de la NASA s'accordent donc sur ce nouveau programme, notamment en raison de leur confiance dans le matériel et le personnel, ainsi que de la possibilité de réaliser un vol circumlunaire qui améliorerait considérablement le moral des troupes. La seule personne qui hésite est James E. Webb, l'administrateur de la NASA. Finalement convaincu par l'unanimité que rencontre cette solution, Webb autorise la mission. Apollo 8 passe alors officiellement d'une mission « D » à une mission « C-Prime » en orbite lunaire.
Avec le changement de mission pour Apollo 8, Slayton demande à McDivitt s'il veut toujours la piloter. Ce dernier refuse car son équipage a passé beaucoup de temps à préparer le test du LM et c'est ce qu'il veut continuer à faire. Slayton décide alors de changer les équipages principaux et de réserve des missions « D » et « E ». Cela signifie également un échange d'engins spatiaux, l'équipage de Borman devant utiliser le CSM-103, tandis que l'équipage de McDivitt va utiliser le CSM-104, car ce dernier ne peut pas être prêt en décembre. David Scott n'est pas content d'abandonner le CM-103, dont il a étroitement supervisé les essais, pour le CM-104, bien que les deux soient presque identiques, et William Anders n'est pas très enthousiaste à l'idée d'être un pilote de module lunaire sur un vol sans module,. Au lieu de cela, afin que le vaisseau spatial ait le poids et l'équilibre corrects, Apollo 8 emporte l'article de test LM, un modèle « boilerplate » du LM-3,,.
Une pression supplémentaire pèse sur le programme Apollo, car il faut impérativement atteindre l'objectif d'alunissage en 1969 à la suite de la réussite de la mission soviétique Zond 5 : le 21 septembre 1968, les Soviétiques réalisent le premier vol circumlunaire occupé par des êtres vivants, dont des tortues de Horsfield, et revenu sur Terre. La NASA et la presse spéculent alors sur le fait que les Soviétiques pourraient être prêts à envoyer des cosmonautes dans une mission circumlunaire similaire avant la fin de l'année 1968.

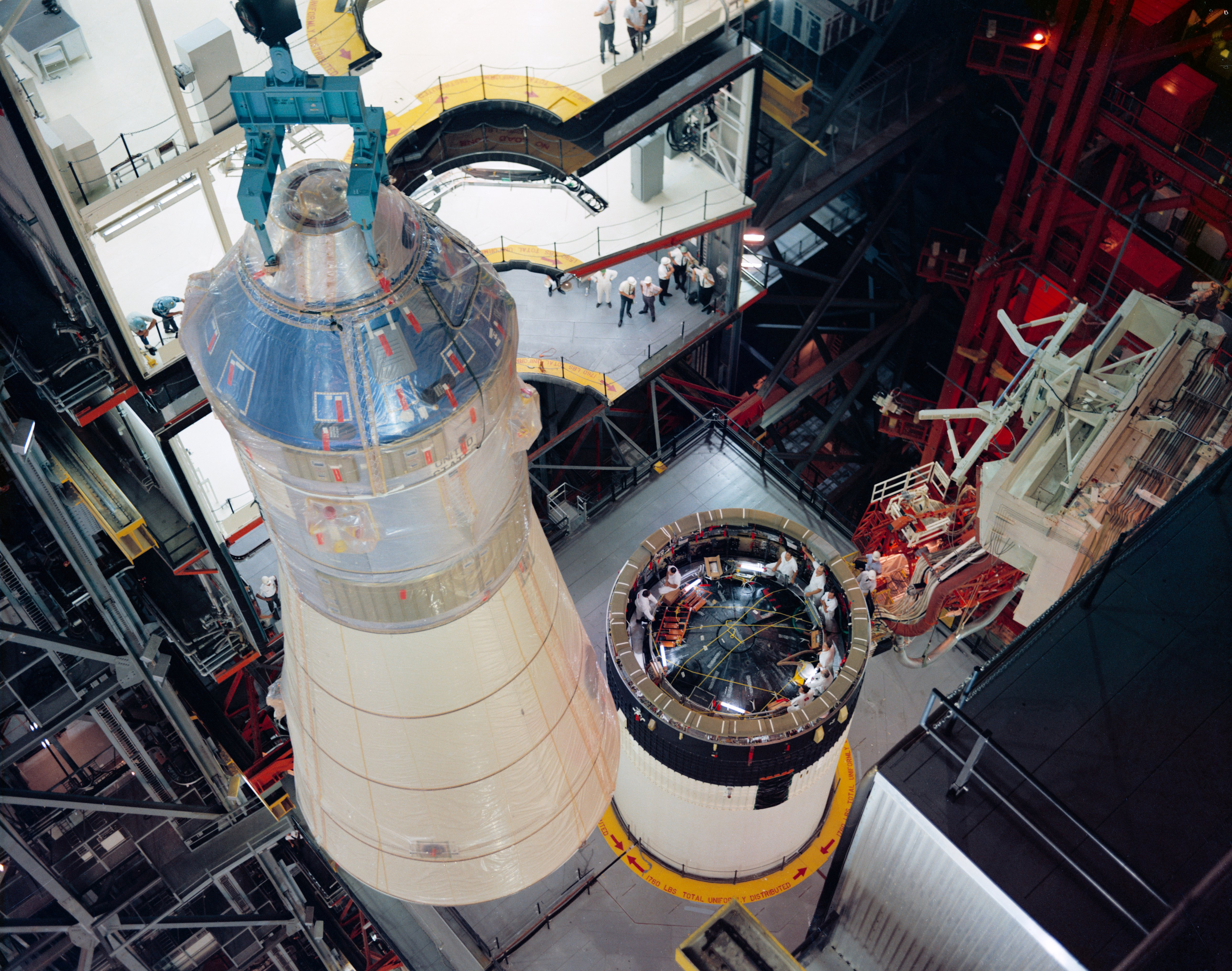
Montage et amarrage du vaisseau spatial 103 au lanceur AS-503 dans le VAB pour la mission Apollo 8.

L'équipage d'Apollo 8, qui vit désormais dans ses quartiers au Centre spatial Kennedy, reçoit la visite de Charles Lindbergh et de son épouse, Anne Morrow Lindbergh, la nuit précédant le lancement. Lindbergh raconte comment, avant son vol de 1927, il a utilisé un morceau de ficelle pour mesurer la distance entre New York et Paris sur un globe terrestre et, à partir de là, calculer le carburant nécessaire au vol. Le total qu'il a transporté représente un dixième de la quantité que la Saturn V brûle à chaque seconde. Le lendemain, les Lindbergh assistent au lancement d'Apollo 8 depuis une dune voisine.

### Remodelage de Saturn V
La fusée Saturn V utilisée par Apollo 8 est désignée officiellement AS-503, le troisième modèle de Saturn V à être utilisé dans le programme Apollo-Saturn.
Lorsqu'elle est érigée dans le bâtiment d'assemblage des véhicules le 20 décembre 1967, on pense initialement que la fusée va être utilisée pour un vol d'essai inhabité en orbite terrestre emportant un module de commande et de service boilerplate. En effet, le vol inaugural de Saturn V qui a eu lieu dans le cadre de la mission Apollo 4 le 9 novembre 1967 était inhabité. De même, le deuxième vol de Saturn V qui est programmé dans le cadre de la mission Apollo 6 est également inhabité. Par ailleurs, la fusée porteuse d'Apollo 6 a souffert de plusieurs problèmes majeurs lors de son vol d'avril 1968, notamment de graves effets pogo de son premier étage et de deux pannes de moteur au deuxième étage, et son troisième étage n'a pas réussi à se rallumer en orbite. Dès lors, sans l'assurance que ces problèmes seront corrigés, les administrateurs de la NASA ne peuvent pas justifier le risque d'une mission avec équipage avant d'autres vols d'essai sans équipage.
Des équipes du Marshall Space Flight Center (MSFC) se mettent au travail pour résoudre ces problèmes. La principale préoccupation est l'effet pogo qui non seulement entrave les performances du moteur mais qui peut également exercer des contraintes d'accélération importantes sur l'équipage. Un groupe de travail composé d'entrepreneurs, de représentants de l'agence de la NASA et de chercheurs du MSFC conclut que les moteurs vibrent à une fréquence similaire à celle du vaisseau spatial lui-même, ce qui provoque un effet de résonance à l'origine des oscillations de la fusée. Un système utilisant de l'hélium gazeux pour absorber une partie de ces vibrations est installé.

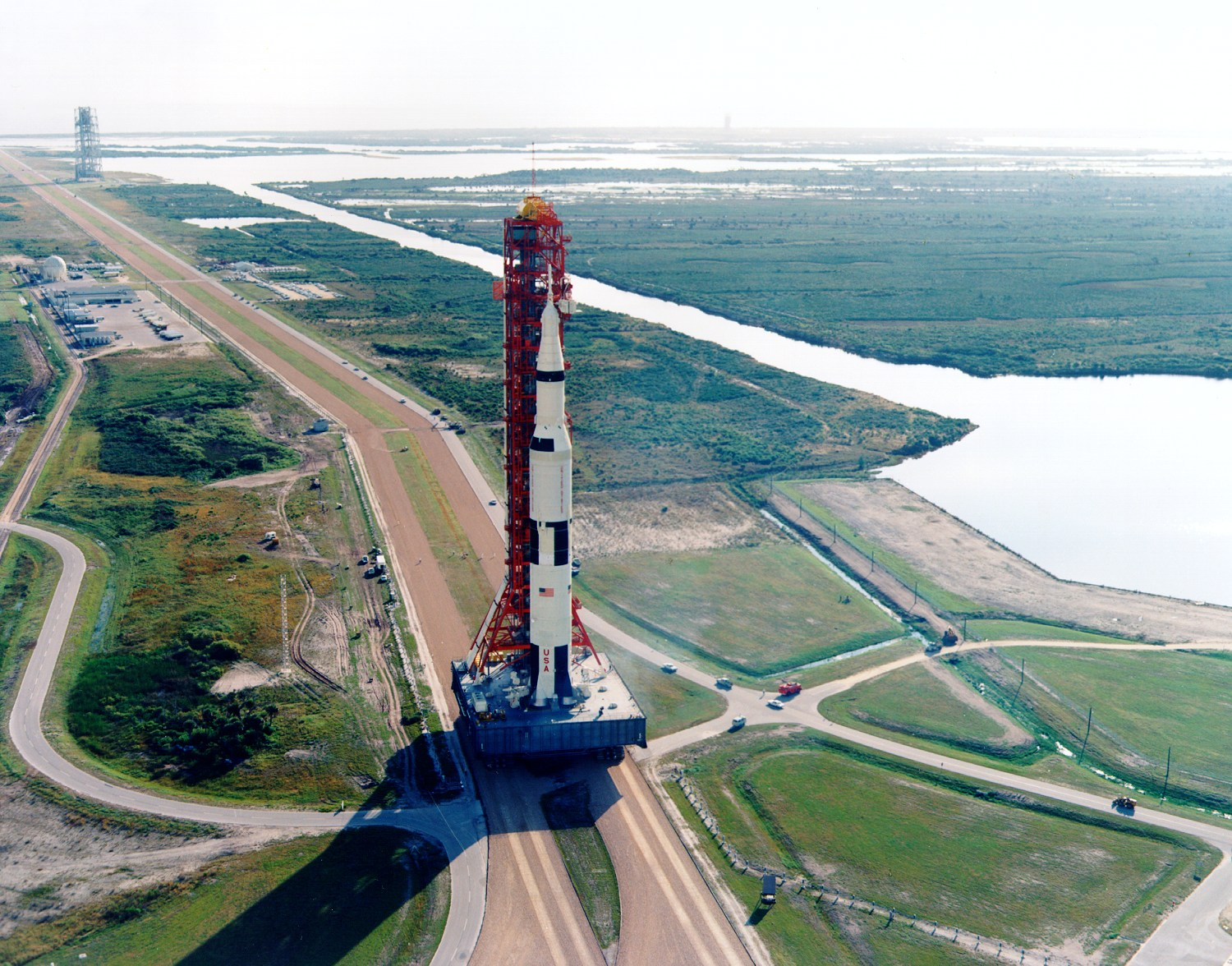
Apollo 8 sur Saturn V en cours de déploiement sur le complexe de lancement 39A.

La panne de trois moteurs en vol est un problème tout aussi grave. Les chercheurs déterminent rapidement qu'une conduite d'hydrogène qui fuyait s'est rompue lorsqu'elle a été exposée au vide, ce qui a provoqué une perte de pression du carburant dans le moteur numéro deux. Lorsqu'un dispositif d'arrêt automatique a tenté de fermer la vanne d'hydrogène liquide et d'arrêter le moteur numéro deux, il a accidentellement coupé l'oxygène liquide du moteur numéro trois en raison d'une mauvaise connexion. En conséquence, le moteur numéro trois est tombé en panne moins d'une seconde après l'arrêt du moteur numéro deux. Une enquête plus approfondie révèle le même problème pour le moteur du troisième étage : une ligne d'allumage défectueuse. L'équipe les modifie ainsi que les conduites de carburant, espérant ainsi régler le problème.
Ces solutions sont testées au MSFC en août 1968. Un étage « IC » de Saturn est équipé de dispositifs d'absorption des chocs pour démontrer l'efficacité de la solution apportée au problème de l'oscillation pogo, tandis qu'un étage « II » de Saturn est rééquipé avec des conduites de carburant modifiées pour démontrer leur résistance aux fuites et aux ruptures dans des conditions de vide. Une fois que les administrateurs de la NASA sont convaincus que les problèmes sont résolus, ils donnent leur accord pour une mission avec équipage utilisant l'AS-503.
Le 21 septembre, l'engin spatial Apollo 8 est placé au sommet de la fusée, qui effectue alors le lent voyage de 4,8 km vers la plateforme de lancement le 9 octobre. Les essais se poursuivent tout le mois de décembre jusqu'à la veille du lancement, y compris différents niveaux d'essai de préparation du 5 au 11 décembre. Les derniers essais des modifications visant à résoudre les problèmes d'oscillation pogo, de rupture des conduites de carburant et de mauvais fonctionnement des allumeurs ont lieu le 18 décembre, trois jours avant le lancement prévu.

## La missionApollo 8

### Préparation du lancement
Le 2 décembre 1968, les réservoirs du premier étage de la fusée sont remplis et pressurisés pour la première fois avec du RP-1, un kérosène hautement distillé, et de l'oxygène liquide. Le 5 décembre, le test de démonstration du compte à rebours (CDDT), qui va durer cinq jours, est lancé et simule la séquence de lancement. Après le test, les réservoirs sont vidangés.
Le compte à rebours du départ est initié le 15 décembre 1968 à 19 h, heure de l'Est, à H -103 heures. À H -9 heures, il est arrêté pendant 6 heures afin de résoudre des problèmes mineurs. Huit heures avant le lancement prévu, soit le 20 décembre 1968 peu avant minuit, commence le remplissage des étages de la fusée avec de l'oxygène liquide, du kérosène et de l'hydrogène liquide . Cette opération dure environ trois heures et demie, sous la supervision de l'équipage de remplacement (Armstrong, Aldrin et Haise), qui a également vérifié la fonctionnalité du vaisseau spatial la veille.
Les trois astronautes sont réveillés à 2 h 36 du matin. Après un examen médical approfondi, un petit déjeuner commun avec les dirigeants et les responsables de la NASA suit à trois heures et demie du matin. Peu après quatre heures du matin, les trois astronautes, assistés de plusieurs techniciens, enfilent leur combinaison spatiale. À 4 h 32, ils quittent le bâtiment d'exploitation des engins spatiaux habités et sont transportés jusqu'à la plateforme de lancement. Ils rejoignent le sommet de la fusée par l'ascenseur et la procédure d'embarquement débute à 4 h 58 du matin. Il faut environ dix minutes pour que les trois astronautes soient harnachés dans la capsule Apollo et que l'écoutille soit hermétiquement fermée.

### Synthèse des paramètres

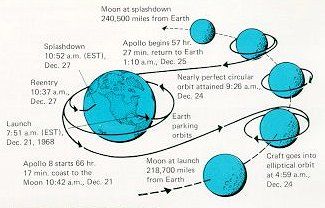
Profil de la mission.

En tant que premier vaisseau spatial habité à se mettre en orbite autour de plus d'un corps céleste, Apollo 8 est soumis à deux ensembles différents de paramètres orbitaux, séparés par une manœuvre d'injection trans-lunaire. La mission commence par une orbite de stationnement circulaire de 185,2 km. Apollo 8 est lancé sur une orbite initiale avec un apogée de 185,18 km et un périgée de 184,40 km, avec une inclinaison de 32,51° par rapport à l'équateur, et une période de révolution de 88,19 minutes. L'utilisation du propulseur augmente l'apogée de 11,9 km pendant les 2 heures, 44 minutes et 30 secondes passées en orbite de stationnement.
Ceci est suivi, pour l'injection trans-lunaire (TLI), de l'allumage du troisième étage S-IVB pendant 318 secondes, ce qui permet au module de commande et de service, d'un poids de 28 870 kg et au module lunaire, pesant 9 000 kg, de passer d'une vitesse orbitale de 7 793 m/s à la vitesse d'injection de 10 882 m/s,, ; il s'agit d'un record de vitesse par rapport à la Terre, la plus élevée jamais atteinte par l'homme. Cette vitesse est légèrement inférieure à la vitesse de libération de la Terre, qui est de 11 200 m/s, mais place Apollo 8 sur une orbite terrestre elliptique allongée, suffisamment proche de la Lune pour être capturé par la gravité de celle-ci.
L'orbite lunaire standard pour les missions Apollo est une orbite circulaire de 111,12 km (60 milles marins) au-dessus de la surface de la Lune. L'orbite lunaire initiale est une ellipse avec un périapside de 111,12 km et une apoapside de 312,06 km, à une inclinaison de 12° par rapport à l'équateur lunaire. Elle est ensuite circularisée à 112,42 km par 110,6 km, avec une période de révolution de 128,7 minutes. L'effet de réplétion lunaire (« mascons ») sur l'orbite s'avère plus important que prévu initialement ; au cours des dix orbites lunaires d'une durée de vingt heures, la distance orbitale est perturbée à 117,78 km par 108,50 km.
Apollo 8 atteint une distance maximale de 377 349 km de la Terre.

### Lancement et injection trans-lunaire
Apollo 8 est lancé à 12 h 51 min 0 s UTC (7 h 51 min 0 s heure de l'Est) le 21 décembre 1968, en utilisant les trois étages de Saturn V pour atteindre l'orbite terrestre. Le premier étage, S-IC, tombe dans l'océan Atlantique, à 30° 12′ N, 74° 07′ O, tout comme le deuxième étage, S-II, à 31° 50′ N, 37° 17′ O. Le troisième étage, S-IVB, injecte le vaisseau en orbite terrestre et reste attaché pour effectuer la combustion TLI qui met le vaisseau spatial sur une trajectoire vers la Lune.

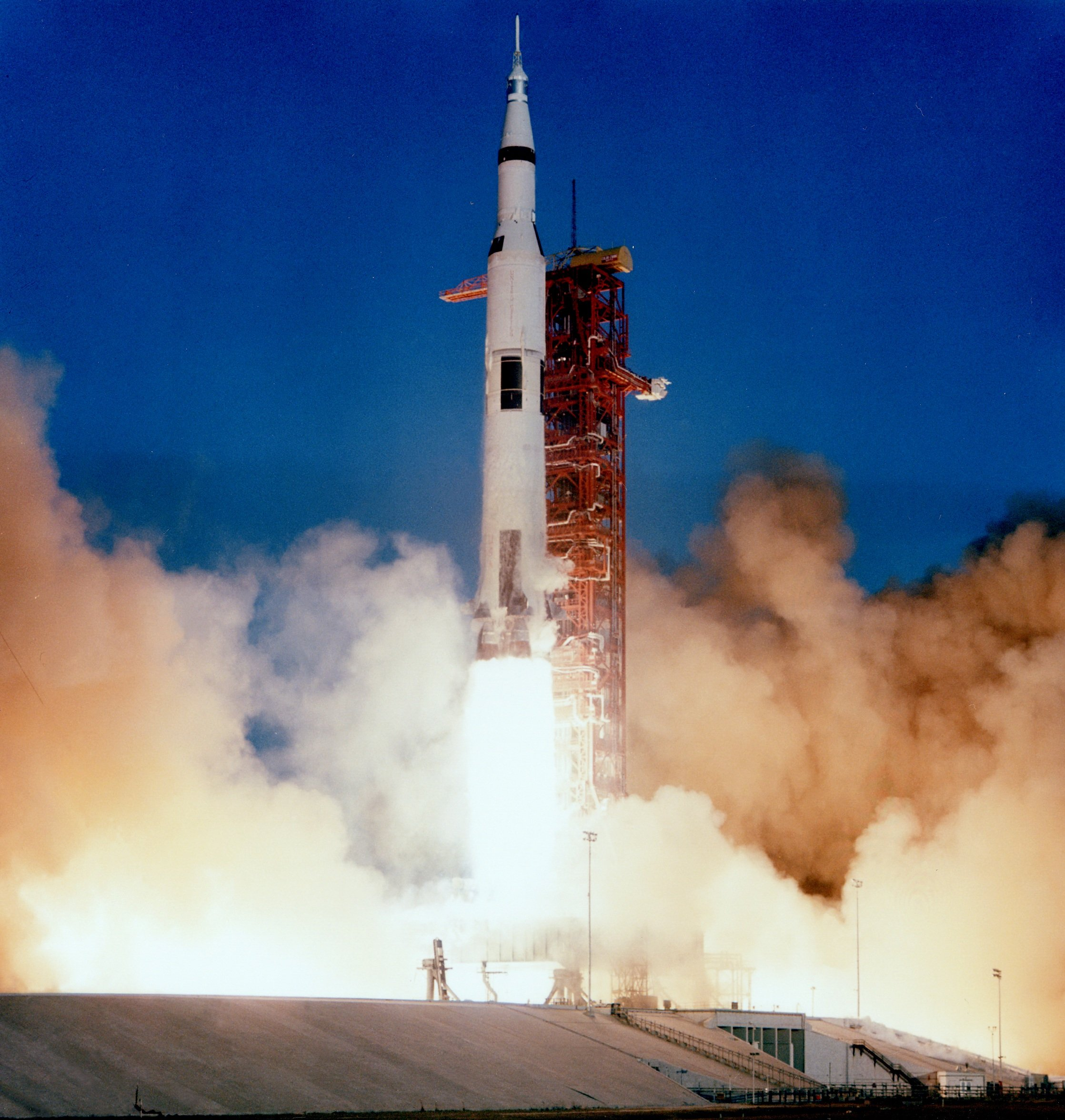
Décollage d'Apollo 8.

Une fois que le véhicule atteint l'orbite terrestre, l'équipage et les contrôleurs de vol de Houston passent les 2 heures et 38 minutes suivantes à vérifier que le vaisseau spatial est en bon état de fonctionnement et prêt pour le TLI. Le bon fonctionnement du troisième étage de la fusée S-IVB est crucial et, lors du dernier test sans équipage, il n'avait pas réussi à se rallumer pour cette combustion. Collins est le premier CAPCOM en service et, à 2 heures, 27 minutes et 22 secondes après le lancement, il envoie un message radio qui dit : « Apollo [8], vous êtes prêts pour le TLI ». Cette communication signifie que le contrôle de mission a donné l'autorisation officielle à Apollo 8 d'aller vers la Lune. Le moteur S-IVB s'allume au moment prévu et effectue la combustion TLI à la perfection. Au cours des cinq minutes suivantes, la vitesse du vaisseau spatial passe de 7 600 à 10 800 m/s.
Après que le S-IVB a mis la mission en route vers la Lune, les modules de commande et de service (CSM), le reste du vaisseau Apollo 8, s'en séparent. L'équipage fait ensuite tourner le vaisseau spatial pour prendre des photos de l'étage largué puis s'entraîne ensuite à voler en formation avec lui. En faisant tourner le vaisseau spatial, l'équipage a ses premières vues de la Terre en s'éloignant de celle-ci — c'est la première fois que des humains voient le globe terrestre en entier. Borman s'inquiète du fait que le S-IVB reste trop près du CSM et suggère au centre de contrôle de la mission que l'équipage effectue une manœuvre de séparation. Le contrôle de mission propose d'abord de pointer le vaisseau spatial vers la Terre et d'utiliser les petits propulseurs du système de contrôle de réaction (RCS) sur le module de service (SM) pour ajouter 0,34 m/s à leur vitesse d'éloignement de la Terre, mais Borman ne veut pas perdre de vue le S-IVB. Après discussion, l'équipage et le contrôle de mission décident d'allumer les propulseurs dans la direction de la Terre pour augmenter la vitesse, mais de 2,3 m/s à la place. Le temps nécessaire à la préparation et à l'exécution de la combustion supplémentaire fait prendre à l'équipage une heure de retard sur ses tâches à bord,.

Étage de la fusée Apollo 8 S-IVB peu après la séparation.

Cinq heures après le lancement, le contrôle de mission envoie un ordre au S-IVB pour qu'il évacue le carburant restant, changeant ainsi sa trajectoire. Le S-IVB, porteur de l'article de test LM, ne présente plus aucun danger pour Apollo 8, passant l'orbite de la Lune et entrant dans une zone de 0,99 par 0,90 unités astronomiques (148 par 138 gigamètres) de l'orbite solaire avec une inclinaison orbitale de 23,47° par rapport au plan de l'écliptique, et une période orbitale de 340,80 jours. Il devient un objet abandonné, et continue à orbiter autour du Soleil pendant de nombreuses années.
L'équipage d'Apollo 8 est le tout premier à traverser la ceinture de radiation Van Allen, qui s'étend jusqu'à 24 140,16 km de la Terre. Les scientifiques ont prédit que le passage rapide à travers les ceintures à la vitesse élevée de l'engin spatial ne provoquerait pas une dose de rayonnement supérieure à une radiographie pulmonaire, soit 1 miligray (mGy) ; pendant un an, l'homme moyen reçoit une dose de 2 à 3 mGy. Pour enregistrer les doses de rayonnement réelles, chaque membre de l'équipage porte un dosimètre personnel qui transmet les données à la Terre, ainsi que trois dosimètres à film passif qui indiquent le rayonnement cumulé subi par l'équipage. À la fin de la mission, les membres de l'équipage ont reçu une dose moyenne de 1,6 mGy.

### Trajectoire lunaire
Le principal travail de James Lovell en tant que pilote du module de commande est celui de navigateur. Bien que le contrôle de mission effectue normalement tous les calculs de navigation, il est nécessaire d'avoir un membre d'équipage compétent en navigation afin que l'équipage puisse retourner sur Terre en cas de perte de communication avec le contrôle de mission. Lovell navigue par observation des étoiles à l'aide d'un sextant intégré au vaisseau spatial, mesurant l'angle entre une étoile et l'horizon de la Terre (ou de la Lune). Cette tâche est rendue difficile par un grand nuage de débris autour du vaisseau spatial, qui réduit la visibilité des étoiles.
Au bout de sept heures de mission, l'équipage a environ 1 heure et 40 minutes de retard sur le plan de vol en raison des problèmes rencontrés pour s'éloigner du S-IVB et des difficultés à observer les étoiles. L'équipage place le vaisseau spatial en régulation thermique passive (Passive Thermal Control - PTC), également appelée « barbecue roll », dans laquelle le vaisseau spatial tourne environ une fois par heure autour de son axe long pour assurer une distribution uniforme de la chaleur sur sa surface. En plein soleil, des parties de la surface extérieure peuvent être chauffées jusqu'à plus de 200 ° C, tandis que les parties à l'ombre sont à −100 ° C. Ces températures peuvent provoquer la fissuration du bouclier thermique et l'éclatement des lignes de propulsion. Comme il est impossible d'obtenir un roulis parfait, le vaisseau spatial a une rotation en forme de cône. L'équipage doit faire des ajustements mineurs toutes les demi-heures à mesure que le cône devient de plus en plus grand.

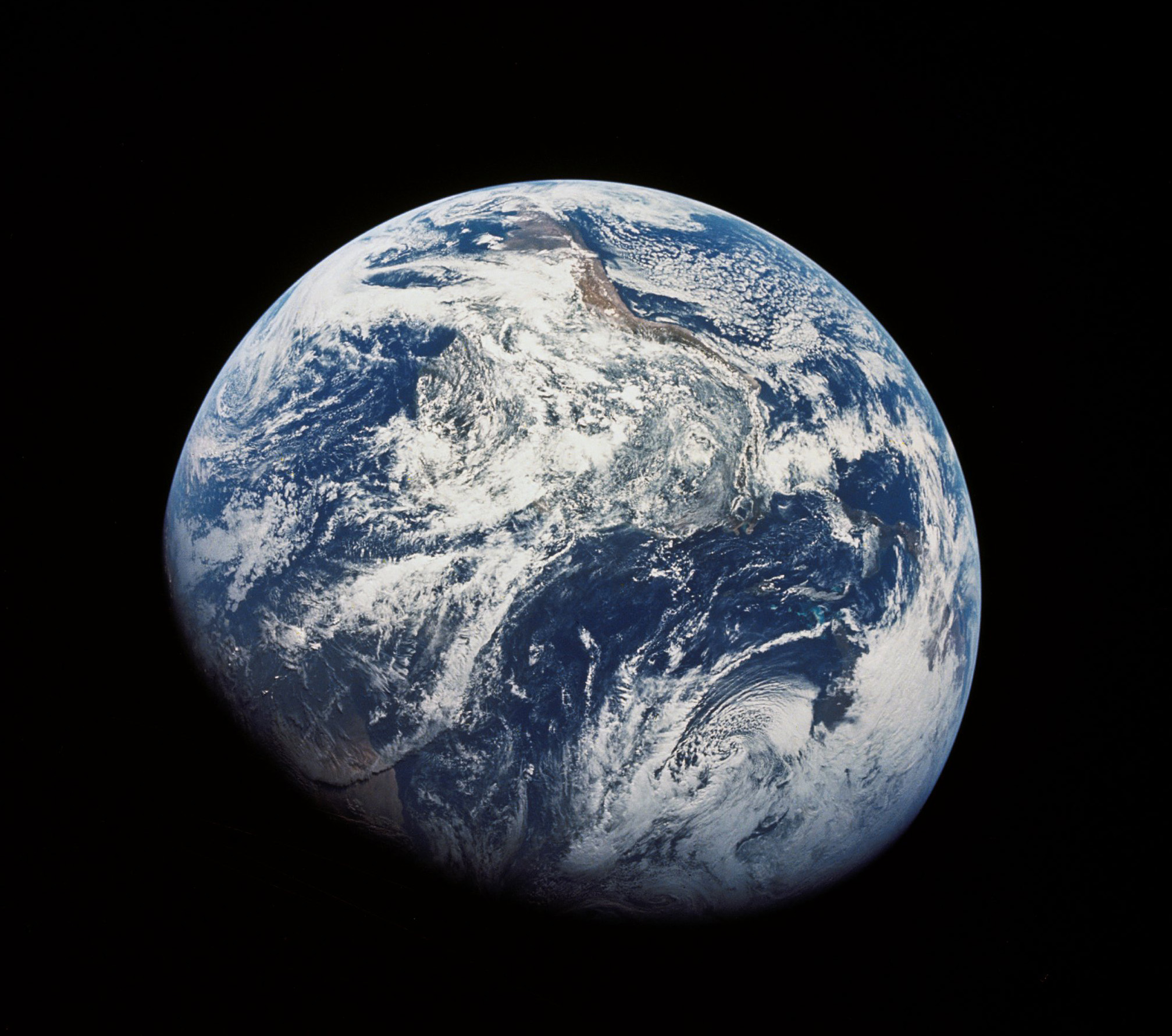
La première image de la Terre entière prise par un humain, probablement par William Anders. Le Sud est en haut, l'Amérique du Sud est au milieu.

La première correction de mi-parcours a lieu après onze heures de vol. L'équipage est resté éveillé pendant plus de 16 heures. Avant le lancement, la NASA a décidé qu'au moins un membre de l'équipage doit être éveillé en permanence pour faire face aux problèmes qui pourraient survenir. Borman commence le premier quart de sommeil, mais il a du mal à dormir à cause du bavardage radio constant et des bruits mécaniques. Des essais au sol ont montré que le moteur du système de propulsion de service (SPS) a peu de chances d'exploser lorsqu'il est actif pendant de longues périodes, à moins que sa chambre de combustion ne soit d'abord « couverte » par la combustion du moteur pendant une courte période. Cette première combustion de correction ne dure que 2,4 secondes et ajoute environ 6,2 m/s de vitesse prograde (dans le sens de la marche). Ce changement est inférieur à la vitesse de 7,6 m/s prévue, en raison d'une bulle d'hélium dans les conduites d'oxydation, qui provoque une pression de propulsion étonnamment basse. L'équipage doit utiliser les petits propulseurs RCS pour combler le déficit. Deux corrections ultérieures prévues à mi-parcours sont annulées parce que la trajectoire de l'Apollo 8 s'avère parfaite.
Environ une heure après avoir commencé son quart de sommeil, Borman obtient la permission du contrôle au sol de prendre un somnifère Seconal, qui n'a que peu d'effet. Il s'endort finalement, puis se réveille en se sentant mal. Il vomit deux fois et a un excès de diarrhée ; cela laisse le vaisseau spatial plein de petits globules de vomi et d'excréments, que l'équipage nettoie du mieux qu'il peut. Au début, Borman ne veut pas que tout le monde soit au courant de ses problèmes de santé, mais Lovell et Anders désirent en informer le contrôle de la mission. Ils décident d'utiliser l'équipement de stockage de données (Data Storage Equipment - DSE), qui peut enregistrer des voix et des données télémétriques et les transmettre à grande vitesse au centre de contrôle de la mission. Après avoir enregistré une description de la pathologie de Borman, ils demandent au contrôle de mission de vérifier l'enregistrement, déclarant qu'ils « aimeraient une évaluation des commentaires vocaux ».
L'équipage d'Apollo 8 et le personnel médical du contrôle de mission tiennent une conférence en utilisant une salle de contrôle inoccupée au deuxième étage (il y a deux salles de contrôle identiques à Houston, au deuxième et au troisième étage, dont une seule est utilisée pendant une mission). Les participants à la conférence concluent qu'il n'y a pas lieu de s'inquiéter et que l'affection de Borman est soit une gastro-entérite, comme le pense Borman, soit une réaction au somnifère. Les chercheurs pensent maintenant qu'il souffrait du syndrome d'adaptation à l'espace, qui touche environ un tiers des astronautes lors de leur premier jour dans l'espace car leur système vestibulaire s'adapte à l'apesanteur. Le syndrome d'adaptation spatiale ne s'est pas produit à bord des vaisseaux précédents (Mercury et Gemini), car les astronautes ne pouvaient pas se déplacer librement dans leurs petites cabines. L'espace accru dans la cabine du module de commande Apollo permet aux astronautes de se déplacer plus librement, ce qui contribue aux symptômes du mal de l'espace pour Borman et, plus tard, pour l'astronaute Rusty Schweickart à bord d'Apollo 9.

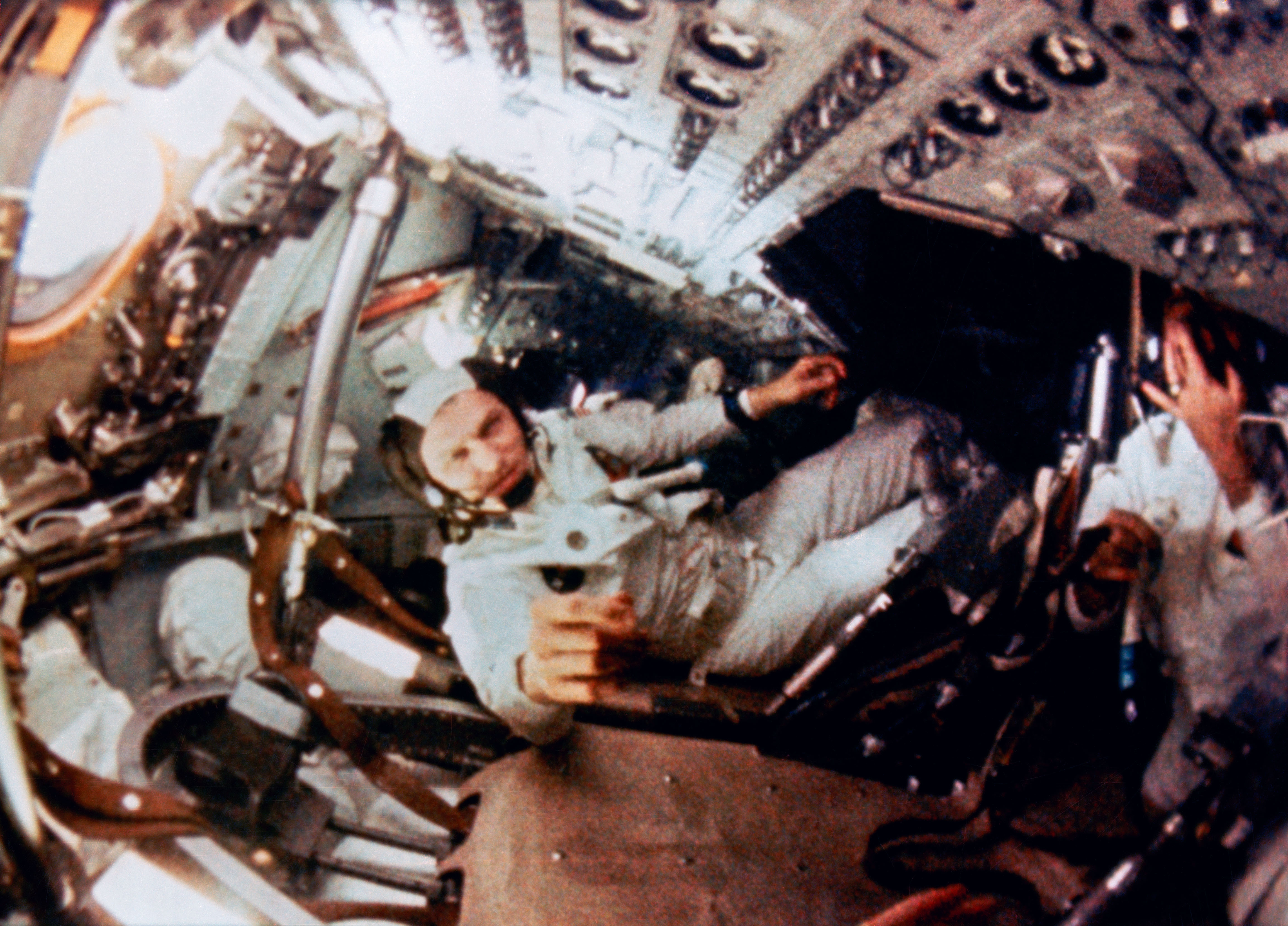
Photo de l'équipe prise alors qu'elle était en orbite autour de la Lune. Frank Borman est au centre.

La phase de croisière est une partie du vol relativement peu mouvementée, l'équipage vérifiant seulement que le vaisseau spatial est en état de marche et qu'il est sur la bonne voie. Pendant cette période, la NASA programme une émission de télévision à 31 heures après le lancement. L'équipage utilise une caméra de 2 kg qui diffuse uniquement en noir et blanc, à l'aide d'un tube Vidicon. La caméra a deux objectifs, un très grand angle (160°) et un téléobjectif (9°),.
Lors de cette première diffusion, l'équipage fait un tour du vaisseau spatial et tente de montrer comment la Terre apparaît depuis l'espace. Cependant, il est difficile de cadrer avec une focale relativement longue sans l'aide d'un moniteur pour montrer ce que voit l'objectif, et les astronautes ne parviennent pas à cadrer la Terre. De plus, sans filtres adéquats, l'image de la Terre est saturée et ne fournit aucun contraste. En fin de compte, tout ce que l'équipage peut montrer aux spectateurs est une tache lumineuse. Après 17 minutes d'émission, la rotation du vaisseau spatial met l'antenne directionnelle hors d'atteinte des stations de réception sur la Terre et l'équipage achève la transmission en souhaitant un bon anniversaire à la mère de Lovell.
À ce moment-là, l'équipage a complètement abandonné les quarts de sommeil prévus. Lovell s'endort 32 heures et demie après le début du vol, soit 3 heures et demie avant le moment prévu. Peu de temps après, Anders s'endort également après avoir pris un somnifère. L'équipage ne peut pas voir la Lune pendant une grande partie du trajet. Deux facteurs la rendent presque impossible à voir de l'intérieur de l'engin spatial : trois des cinq hublots s'embuent en raison de l'huile dégazée du joint de silicone, et l'orientation requise pour le contrôle thermique passif. Ce n'est que lorsque le vaisseau contourne la Lune qu'il peut la voir pour la première fois.
Une deuxième émission de télévision a lieu à 55 heures de vol. Cette fois, l'équipage installe des filtres destinés aux appareils photo afin d'acquérir des images de la Terre par le biais du téléobjectif. Bien qu'elle soit toujours difficile à viser, car il faut manœuvrer l'ensemble du vaisseau spatial, l'équipage peut retransmettre les premières images télévisées de la Terre, et décrire la Terre et tout ce qu'il peut voir. Cela dure 23 minutes.

### Entrée en orbite lunaire

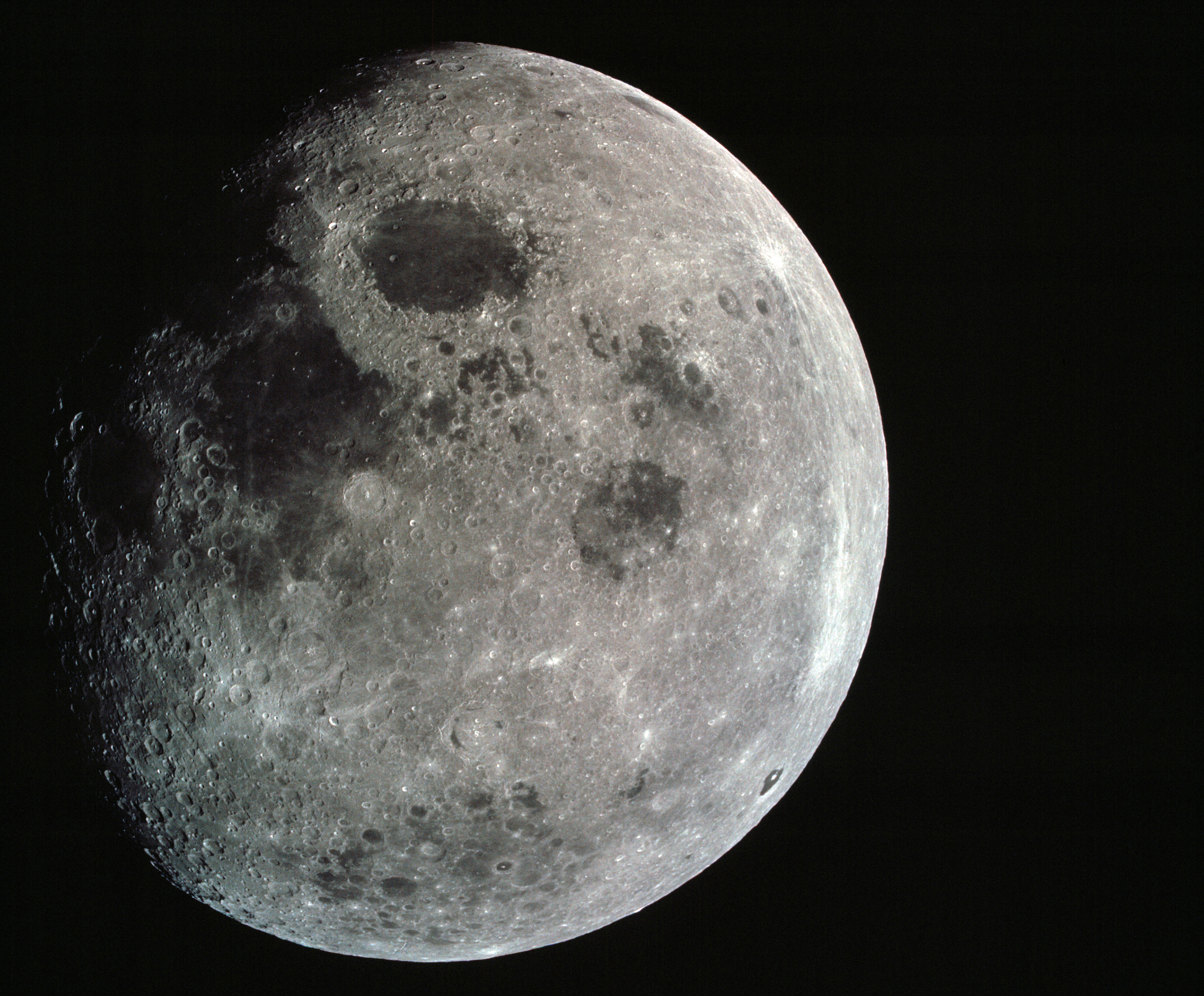
Cette photographie de la Lune a été prise depuis Apollo 8 à un point situé au-dessus de 70° de longitude est.

Après environ 55 heures et 40 minutes de vol, et 13 heures avant d'entrer en orbite lunaire, les astronautes deviennent les premiers humains à entrer dans la sphère d'influence gravitationnelle d'un autre corps céleste que la Terre. En d'autres termes, l'effet de la force gravitationnelle de la Lune sur Apollo 8 devient plus fort que celui de la Terre. Au moment où cela se produit, le vaisseau se trouve à 62 377 km de la Lune et a une vitesse de 1 220 m/s par rapport à la Lune. Ce moment historique n'intéresse guère l'équipage, puisqu'il est encore en train de calculer sa trajectoire par rapport à la plateforme de lancement du Centre spatial Kennedy. Ils continuent à le faire jusqu'à ce qu'ils aient effectué leur dernière correction, en passant à un cadre de référence basé sur l'orientation idéale pour la deuxième combustion du moteur qu'ils réalisent en orbite lunaire.
Le dernier événement majeur avant l'insertion en orbite lunaire (Lunar Orbit Insertion - LOI) est une deuxième correction de mi-course. Elle est rétrograde (dans le sens inverse de la marche) et ralentit le vaisseau spatial de 0,61 m/s, réduisant ainsi la distance la plus courte à laquelle le vaisseau spatial va passer près la Lune. Exactement 61 heures après le lancement, à environ 38 900 km de la Lune, l'équipage allume le système de contrôle de réaction pendant 11 secondes. Il doit maintenant passer à 115,4 km de la surface lunaire.
Après 64 heures de vol, l'équipage commence à préparer l'insertion sur l'orbite lunaire 1 (Lunar Orbit Insertion 1 - LOI-1). Cette manœuvre doit être parfaitement exécutée et, en raison de la mécanique orbitale, elle doit se faire de l'autre côté de la Lune, sans contact avec la Terre. Après que le centre de contrôle de la mission est interrogé pour une décision « go/no go », l'équipage est informé à 68 heures qu'il est « go ». Lovell répond : « Nous vous verrons de l'autre côté » et, pour la première fois dans l'histoire, des humains contournent la Lune et évoluent hors de contact visuel et radio avec la Terre.
À dix minutes de la fin de LOI 1, les astronautes commencent une dernière vérification des systèmes du vaisseau spatial et s'assurent que chaque interrupteur est dans la bonne position. À ce moment-là, ils ont enfin leur premier aperçu de la Lune. Ils ont survolé le côté non éclairé, et c'est Lovell qui voit les premiers rayons du soleil éclairer obliquement la surface lunaire. La combustion du LOI doit commencer deux minutes plus tard, l'équipage n'a donc pas beaucoup de temps pour apprécier la vue.

### Orbite lunaire
Le système de propulsion de service est allumé à 69 heures, 8 minutes et 16 secondes après le lancement et brûle pendant quatre minutes et sept secondes, plaçant Apollo 8 en orbite autour de la Lune. Les membres de l'équipage décriront cette phase de la mission comme étant les quatre minutes les plus longues de leur vie. Si elle était trop courte, le vaisseau spatial pourrait se retrouver sur une orbite lunaire très elliptique ou même être projeté dans l'espace. Trop longue, le vaisseau pourrait s'écraser sur la Lune. Pendant cette phase, ils ont enfin l'occasion d'observer la Lune, autour de laquelle ils vont être en orbite pendant les 20 heures suivantes.
Sur Terre, le contrôle de mission continue à attendre. Si l'équipage n'a pas allumé le moteur, ou si la combustion n'a pas duré aussi longtemps que prévu, le vaisseau va réapparaître trop tôt sur l'horizon lunaire. Cependant, au moment précis prévu par le calcul, le vaisseau spatial émet un signal indiquant qu'il se trouve sur une orbite de 311,1 km par 111,8 km autour de la Lune.
Après avoir fait le point sur l'état du vaisseau spatial, Lovell donne la première description de la surface lunaire :

« La Lune est essentiellement grise, sans couleur ; elle ressemble à du plâtre de Paris ou à une sorte de sable de plage grisâtre. On peut voir pas mal de détails. La mer de la Fécondité ne se distingue pas aussi bien ici que sur Terre. Il n'y a pas autant de contraste entre elle et les cratères environnants. Les cratères sont tous arrondis. Il y en a beaucoup, certains sont plus récents. Beaucoup d'entre eux — surtout les ronds — semblent avoir été formés par des météorites ou des projectiles. Langrenus est un cratère assez énorme ; il a un cône central. Les parois du cratère sont en terrasses, environ six ou sept différenciées le long de la pente. »

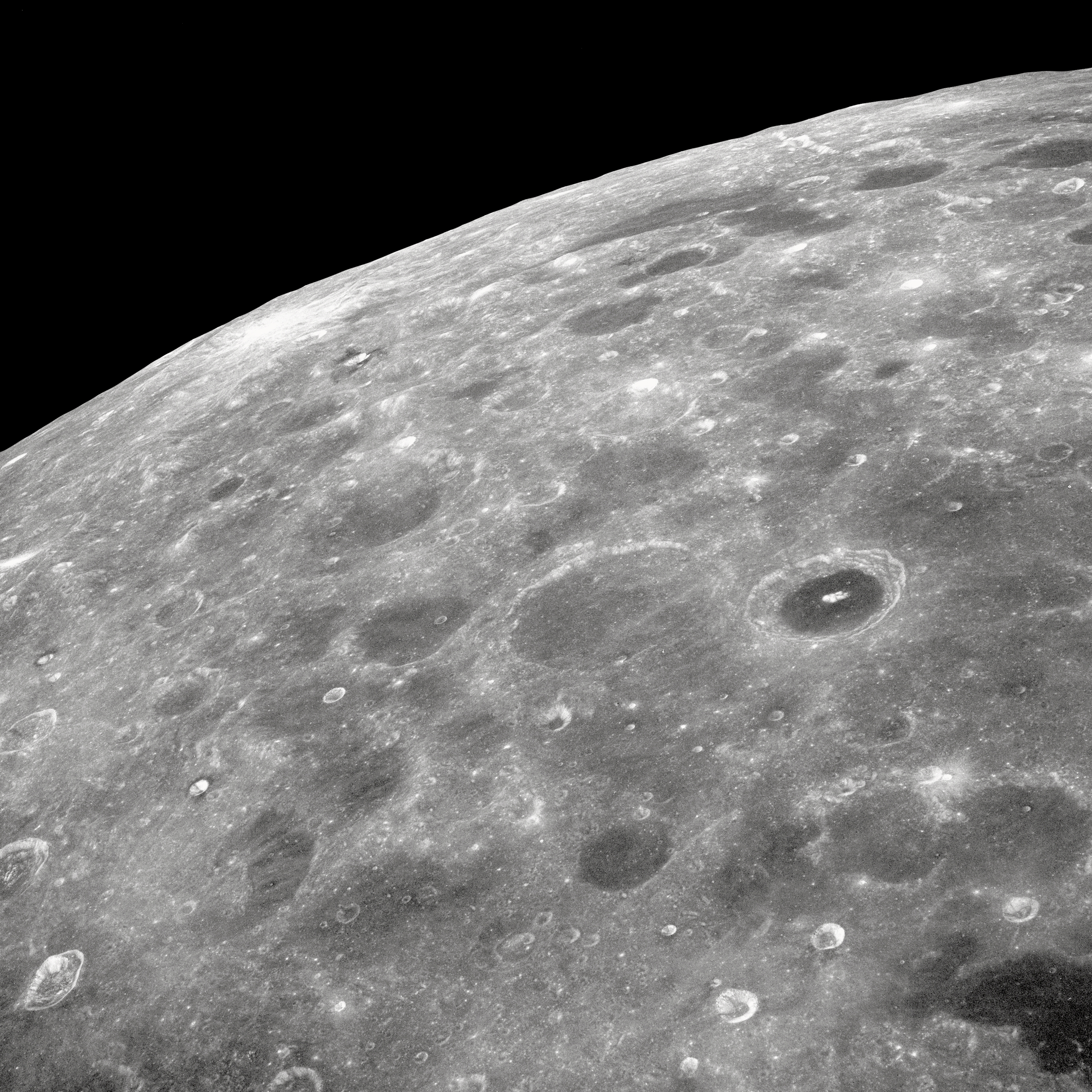
Une partie de la face cachée de la Lune vue depuis Apollo 8.

Lovell continue à décrire le terrain qu'ils survolent. L'une des principales tâches de l'équipage est la reconnaissance des futurs sites d'atterrissage prévus pour les futures missions, en particulier celui de la mer de la Tranquillité, prévu comme site d'atterrissage d'Apollo 11. L'heure de lancement d'Apollo 8 a été choisie de manière à offrir les meilleures conditions d'éclairage pour l'examen du site. Une caméra a été installée dans l'une des fenêtres du vaisseau spatial pour enregistrer une image par seconde de la Lune en dessous. Bill Anders passe une grande partie des 20 heures suivantes à prendre autant de photos que possible des sites potentiels. À la fin de la mission, l'équipage a pris plus de huit cents photographies de 70 mm et 210 m de film 16 mm.
Pendant toute l'heure où le vaisseau spatial est en contact avec la Terre, Borman ne cesse de demander à quoi ressemblent les données du SPS. Il veut s'assurer que le moteur fonctionne et peut être utilisé pour retourner plus tôt sur Terre si nécessaire. Il demande également qu'ils reçoivent une décision « go/no go » avant de passer derrière la Lune sur chaque orbite.
Alors qu'ils réapparaissent pour leur deuxième passage devant la Lune, l'équipage met en place un équipement pour diffuser une vue de la surface lunaire. Anders décrit les cratères au-dessus desquels ils passent. À la fin de cette deuxième orbite, ils effectuent une combustion de 11 secondes du SPS pour circulariser l'orbite à 112,7 km par 114,7 km,.
Tout au long des deux orbites suivantes, l'équipage continue à vérifier le vaisseau spatial et à observer et photographier la Lune. Lors du troisième passage, Borman lit une petite prière pour son église. Il devait participer à un service à l'église épiscopale St. Christopher près de Seabrook, au Texas, mais en raison du vol, il ne peut pas y assister. Un camarade paroissien et ingénieur du Mission Control, Rod Rose, a suggéré à Borman de lire la prière, qui pourrait être enregistrée puis rejouée pendant le service.

### Lever de terre

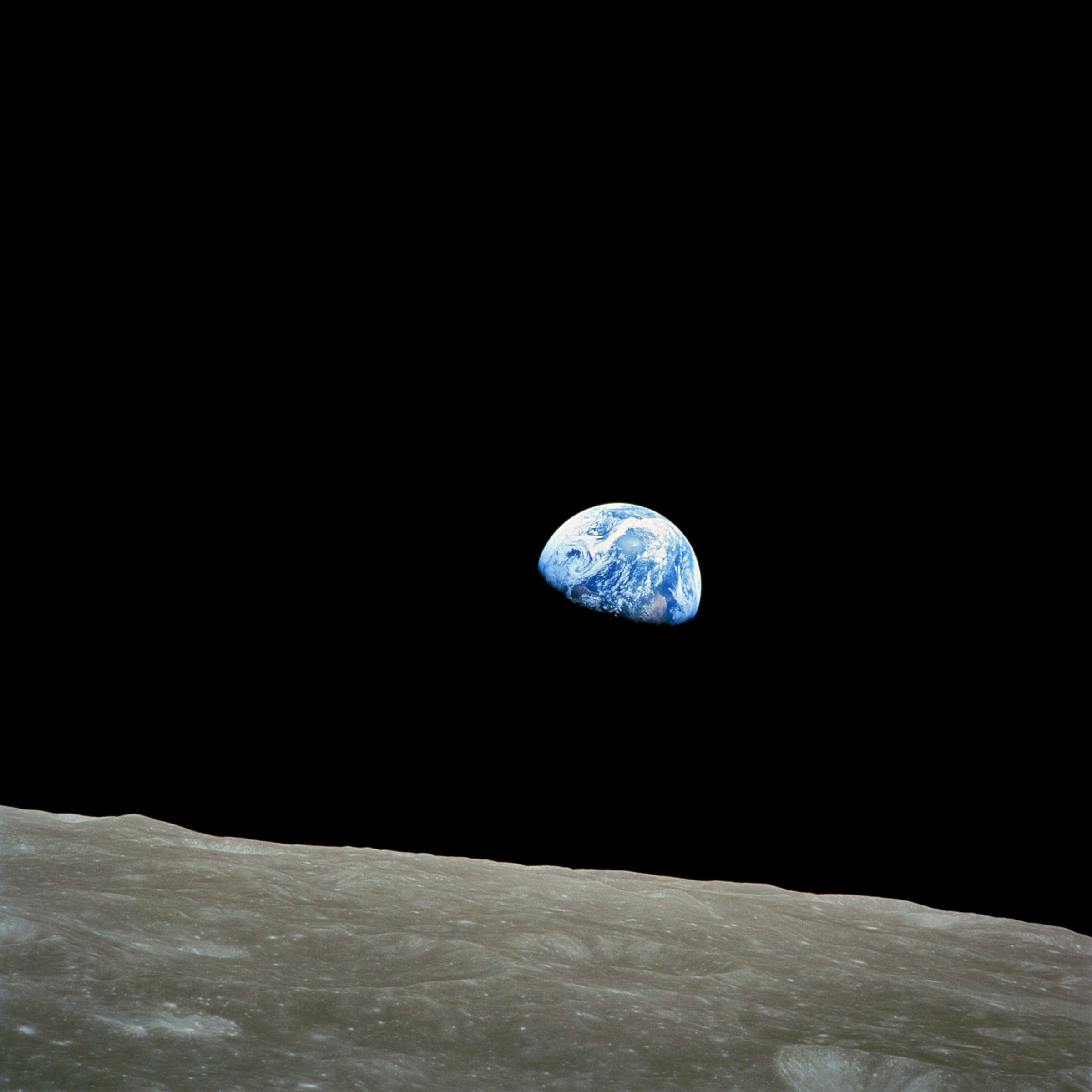
La Terre vue de la Lune (Apollo 8).

Lorsque le vaisseau spatial sort de l'arrière de la Lune pour son quatrième passage sur le front, les membres d'équipage assistent à un lever de Terre, ce qui constitue une première dans l'histoire de l'Humanité. L'orbiteur lunaire 1 de la NASA a pris la première photo d'un lever de terre à proximité de la Lune, le 23 août 1966. Anders voit la Terre émerger de derrière l'horizon lunaire et interpelle les autres avec enthousiasme, tout en prenant une photo en noir et blanc. Il demande alors à Lovell une pellicule couleur et prend ensuite Earthrise, une photo couleur désormais célèbre, choisie plus tard par le magazine Life comme l'une de ses 100 photographies qui ont changé le monde,.
En raison de la rotation synchrone de la Lune autour de la Terre, le lever de la Terre n'est généralement pas visible depuis la surface lunaire. Cela est dû au fait que, vue de n'importe quel endroit de la surface de la Lune, la Terre reste à peu près dans la même position dans le ciel lunaire, que ce soit au-dessus ou au-dessous de l'horizon. Le lever de la Terre n'est généralement visible qu'en orbite autour de la Lune, et à certains endroits de la surface, près du limbe de la Lune, où la libration transporte la Terre légèrement au-dessus et au-dessous de l'horizon lunaire.
Anders continue à prendre des photos pendant que Lovell prend le contrôle du vaisseau spatial pour que Borman puisse se reposer. Malgré la difficulté de se reposer dans le vaisseau spatial exigu et bruyant, Borman peut dormir pendant deux orbites, se réveillant périodiquement pour poser des questions sur la situation. Cependant, il se réveille complètement lorsqu'il commence à entendre ses collègues d'équipage faire des erreurs. Ils commencent à ne pas comprendre les questions et doivent demander que les réponses soient répétées. Borman se rend compte que tout le monde est extrêmement fatigué de ne pas avoir eu une bonne nuit de sommeil depuis plus de trois jours. Il ordonne à Anders et Lovell de dormir un peu et de négliger le reste du plan de vol concernant l'observation de la Lune. Anders proteste d'abord, disant qu'il va bien, mais Borman ne se laisse pas influencer. Anders accepte finalement à la condition que Borman installe l'appareil photo pour continuer à prendre des photos automatiques de la Lune. Borman se souvient également qu'une deuxième émission de télévision est prévue, et qu'avec le nombre de personnes attendues, il veut que l'équipe soit vigilante. Pour les deux orbites suivantes, Anders et Lovell dorment pendant que Borman est aux commandes,.
Alors qu'ils effectuent leur neuvième tour de la Lune, les astronautes commencent la deuxième transmission télévisée. Borman présente l'équipage, puis chaque homme donne son impression de la surface lunaire et de ce que c'est que d'être en orbite autour de la Lune. Borman décrit la Lune comme étant « une vaste étendue de rien, solitaire et interdite ». Puis, après avoir parlé de ce qu'ils survolent, Anders dit que l'équipage a un message pour tous ceux qui se trouvent sur la Terre. Chaque homme à bord lit un passage de l'histoire biblique de la création tirée du livre de la Genèse. Borman termine l'émission en souhaitant un joyeux Noël à tous les habitants de la Terre. Son message semble résumer les sentiments des trois membres de l'équipage depuis leur point de vue en orbite lunaire. Borman déclare :
« Et de la part de l'équipage d'Apollo 8, nous terminons par une bonne nuit, de la chance, un joyeux Noël et que Dieu vous bénisse tous - tous sur la bonne Terre ».
La seule tâche qui reste à l'équipage à ce stade est d'effectuer l'injection trans-Terre (Trans Earth Injection - TEI), qui est prévue pour deux heures et demie après la fin de la transmission télévisée. La TEI est la phase de combustion la plus critique du vol, car toute défaillance de l'allumage du SPS immobiliserait l'équipage en orbite lunaire, sans espoir de s'en sortir. Comme lors de la combustion précédente, l'équipage doit effectuer la manœuvre au-dessus de la face cachée de la Lune, sans contact avec la Terre. Elle se produit exactement à l'heure. La télémétrie du vaisseau spatial est réacquise alors qu'il émerge de l'arrière de la Lune à 89 heures, 28 minutes et 39 secondes, l'heure exacte calculée. Lorsque le contact vocal est rétabli, Lovell annonce :
« Veuillez être informé, il y a un Père Noël », ce à quoi Ken Mattingly, le CAPCOM, répond : « affirmatif, vous êtes les mieux placés pour le savoir ». Le vaisseau spatial commence son voyage de retour vers la Terre le 25 décembre, le jour de Noël.

### Réalignement manuel non planifié
Plus tard, Lovell utilise un temps d'inactivité pour faire des observations de navigation, en manœuvrant le module pour voir différentes étoiles à l'aide du clavier de l'ordinateur. Cependant, il efface accidentellement une partie de la mémoire, ce qui fait que l'unité de mesure inertielle (Inertial Measurement Unit - IMU) contient des données indiquant que le module est dans la même orientation relative qu'avant le décollage ; l'IMU met alors à feu les propulseurs pour « corriger » l'orientation du module.
Une fois que l'équipage comprend pourquoi l'ordinateur a changé l'orientation du module, il réalise qu'il doit entrer à nouveau les données pour indiquer à l'ordinateur l'orientation réelle. Il faut dix minutes à Lovell pour trouver les bons chiffres, en utilisant les propulseurs pour aligner les étoiles Rigel et Sirius, et encore quinze minutes pour entrer les données corrigées dans l'ordinateur. Seize mois plus tard, au cours de la mission Apollo 13, Lovell doit effectuer un réalignement manuel similaire dans des conditions plus critiques après que l'IMU du module a dû être éteint pour économiser l'énergie.

### Retour sur terre

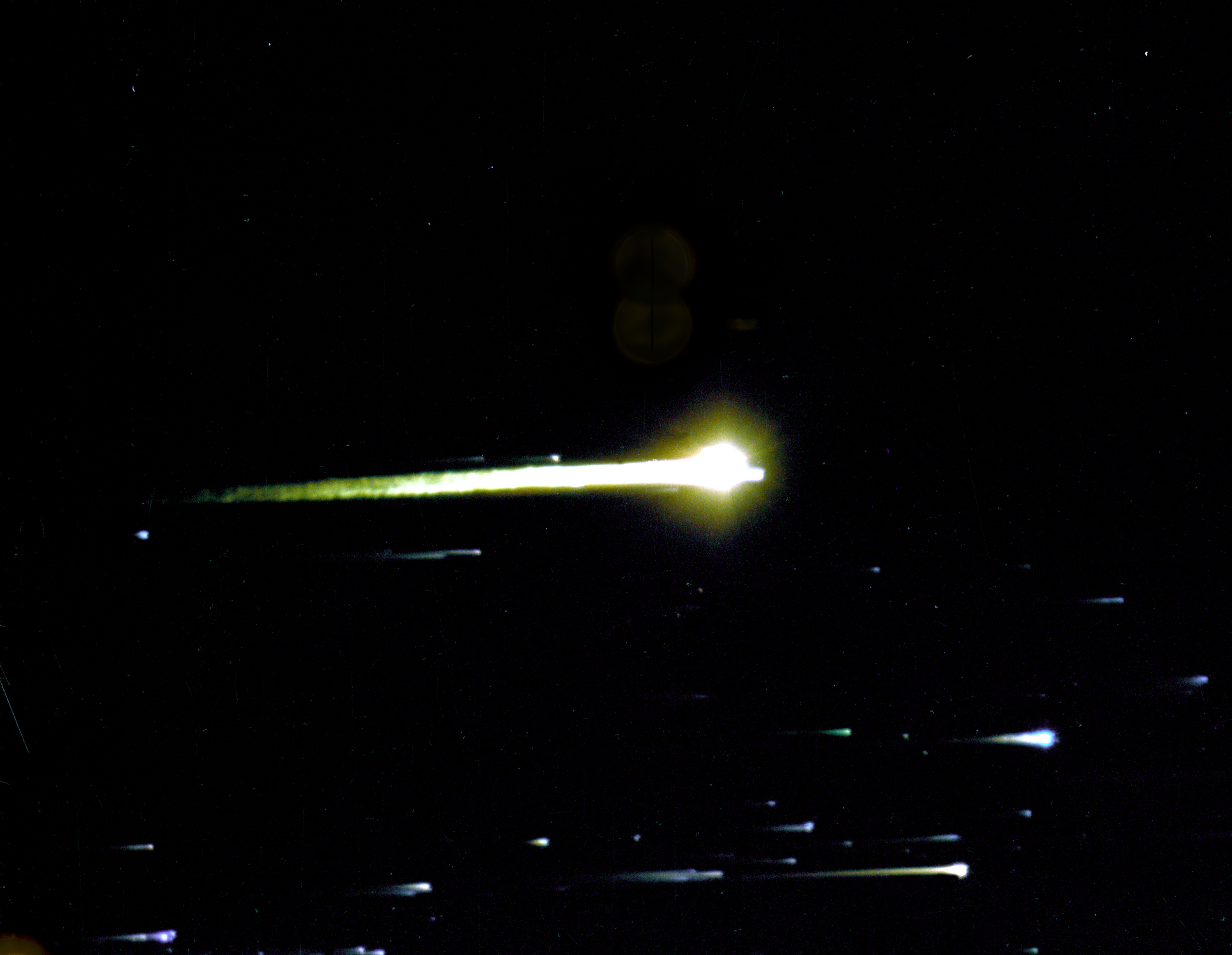
Rentrée dans l'atmosphère terrestre, le 27 12 1968, photographiée depuis un Stratotanker KC-135 à 12 km de hauteur.

Le voyage de retour vers la Terre est surtout un moment de détente pour l'équipage et de surveillance du vaisseau spatial. Dans la mesure où les spécialistes de la trajectoire ont calculé le retour vers la Terre, le vaisseau spatial doit rentrer dans l'atmosphère terrestre deux jours et demi après le TEI et amerrir dans le Pacifique.
L'après-midi de Noël, l'équipage fait sa cinquième émission de télévision. Cette fois, ils font un tour du vaisseau spatial, montrant comment un astronaute vit dans l'espace. À la fin de l'émission, ils trouvent un petit cadeau de Deke Slayton dans l'armoire à nourriture : un dîner composé de dinde farcie, similaire à celui servi aux troupes au Viêt Nam.
Une autre surprise de Slayton est un cadeau de trois mignonettes de brandy, que Borman ordonne de ne pas toucher jusqu'à l'atterrissage. Elles ne seront jamais ouvertes, même des années après le vol. Il y a également de petits cadeaux pour l'équipage de la part de leurs épouses. Le jour suivant, à environ 124 heures de vol, la sixième et dernière transmission télévisée diffuse des images vidéo de la Terre de meilleure qualité, au cours d'une émission de quatre minutes. Après deux jours sans incident, l'équipage se prépare à la rentrée atmosphérique. L'ordinateur va la contrôler, et tout ce que l'équipage a à faire est de mettre le vaisseau spatial dans la bonne assiette de vol. En cas de panne d'ordinateur, Borman est prêt à prendre la relève.
La séparation du module de service prépare le module de commande à la rentrée en exposant le bouclier thermique et en libérant la masse inutile. Le module de service se consume dans l'atmosphère comme prévu. Six minutes avant d'atteindre les couches supérieures de l'atmosphère, l'équipage voit la Lune s'élever au-dessus de l'horizon terrestre, comme l'ont calculé les spécialistes de la trajectoire. Alors que le module pénètre dans l'atmosphère, l'équipage remarque qu'elle devient brumeuse, car du plasma incandescent se forme autour du vaisseau spatial. Celui-ci commence à ralentir, et la décélération atteint un maximum de 6 g. L'ordinateur contrôle la descente en ajustant l'orientation du vaisseau, et Apollo 8 se comporte comme une pierre qui fait des ricochets. À 9,1 km du sol, le parachute de freinage se déploie, stabilisant le vaisseau spatial, suivi à 3 km par les trois parachutes principaux. La position d'amerrissage du vaisseau spatial est officiellement signalée comme étant 8° 08′ N, 165° 01′ O dans l'océan Pacifique Nord, au sud-ouest d'Hawaï à 15 h 51 min 42 s UTC le 27 décembre 1968.

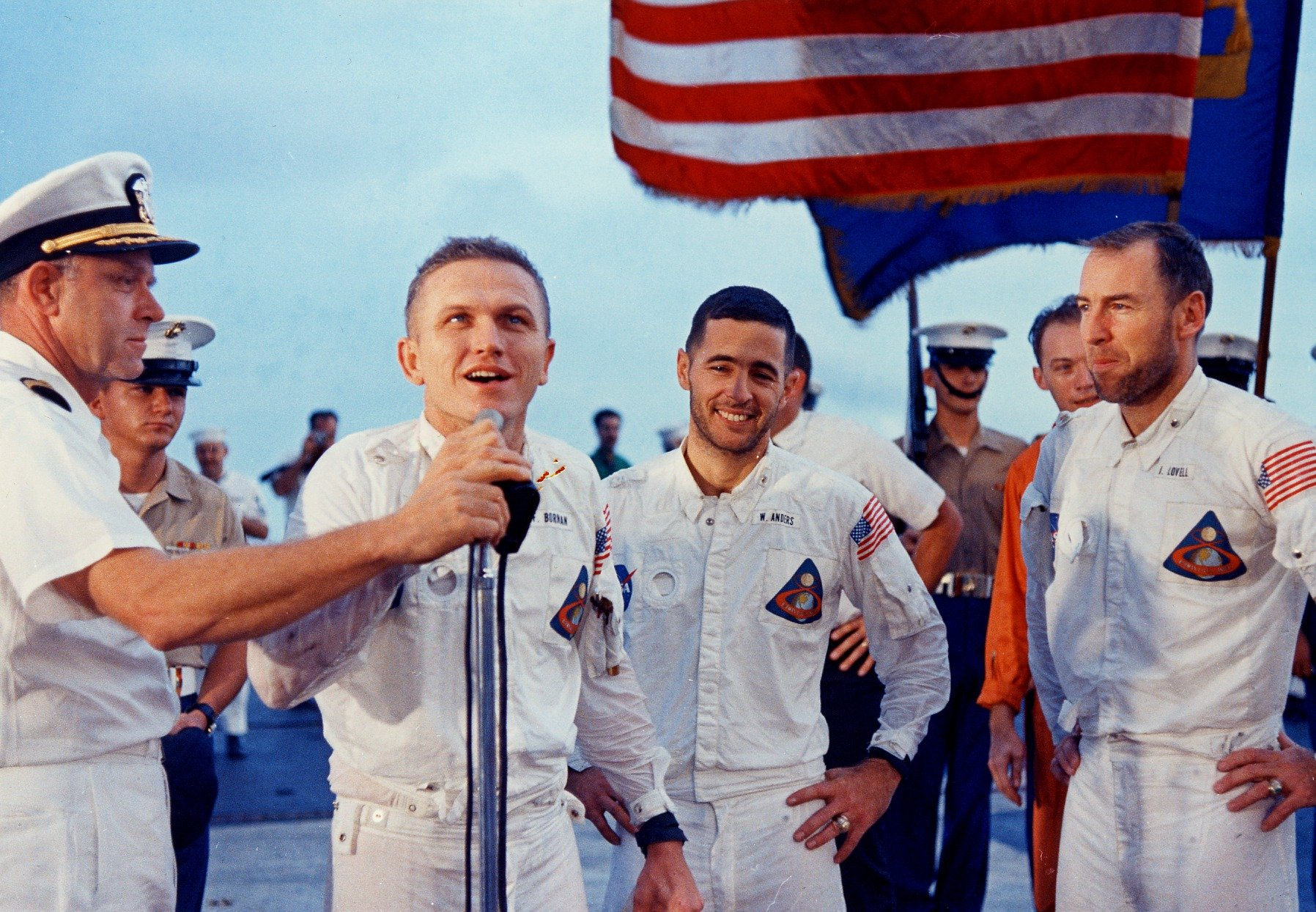
L'équipage d'Apollo 8 s'adresse à l'équipage de l' après l'amerrissage et la récupération.

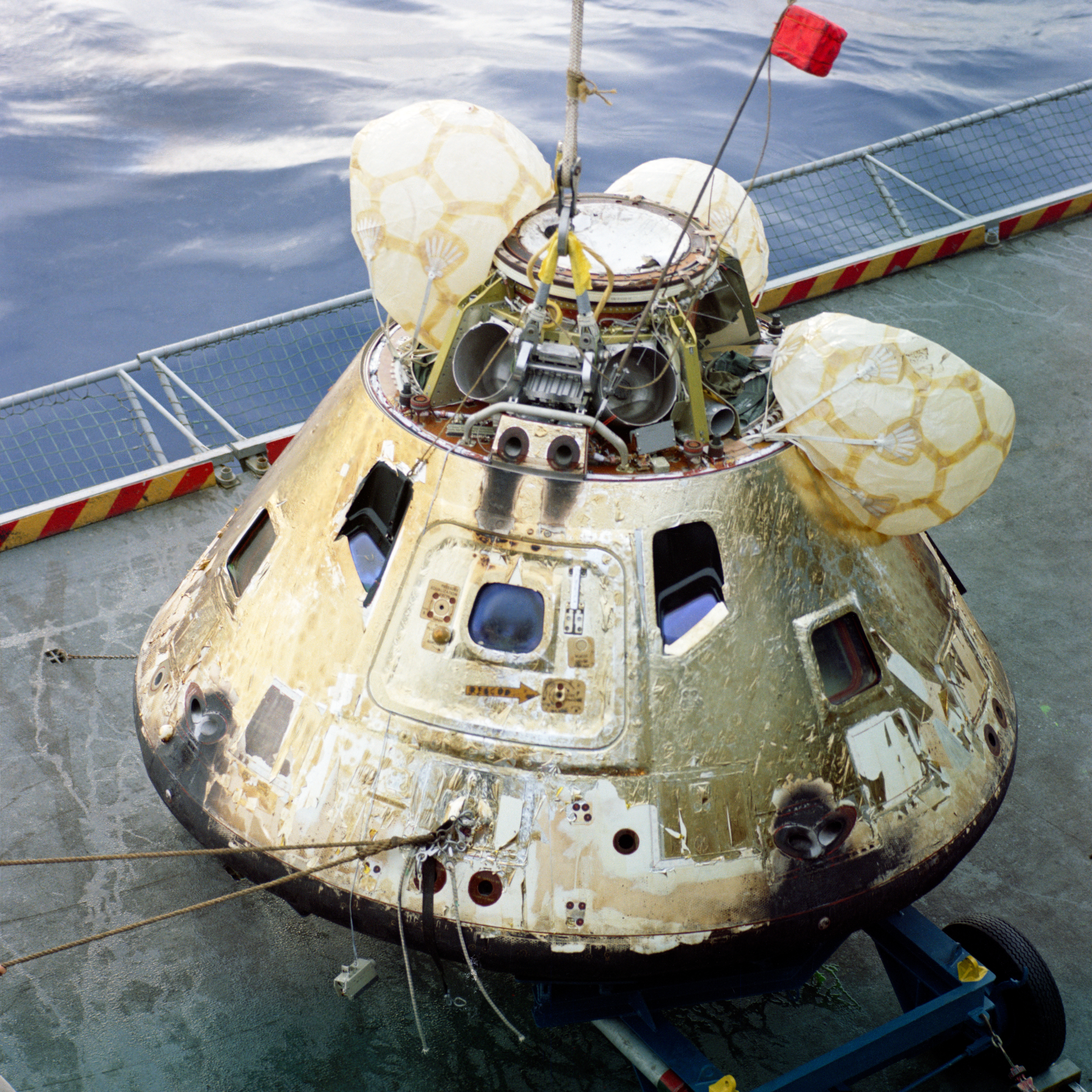
Module de commande sur le pont de l'.

Lorsque le vaisseau spatial touche l'eau, les parachutes le traînent et le laissent retourné, en position dite « Stable 2 ». Alors qu'ils sont ballottés par des vagues de trois mètres, Borman est malade, attendant que les trois ballons de flottaison redressent le vaisseau spatial. Environ six minutes après l'amerrissage, le module de commande est redressé dans une orientation normale grâce à son système de redressement par sac gonflable. Le premier homme-grenouille du porte-avions USS Yorktown arrive 43 minutes après l'amerrissage. Quarante-cinq minutes plus tard, l'équipage est en sécurité sur le pont d'envol du Yorktown où il a été ramené par l'Helicopter 66,.

## Postérité

### Importance historique
La mission d'Apollo 8 a lieu fin 1968, une année qui connaît beaucoup de bouleversements aux États-Unis et dans le monde. Malgré des assassinats politiques (de Robert Kennedy et de Martin Luther King) et des crises en Europe (Printemps de Prague, Mai 68) et aux États-Unis (Massacre d'Orangeburg), le magazine Time désigne les membres de l'équipage d'Apollo 8 comme les personnalités ayant le plus influencé les événements de l'année.

#### La Terre comme on ne l'avait jamais vue (Apollo 8)

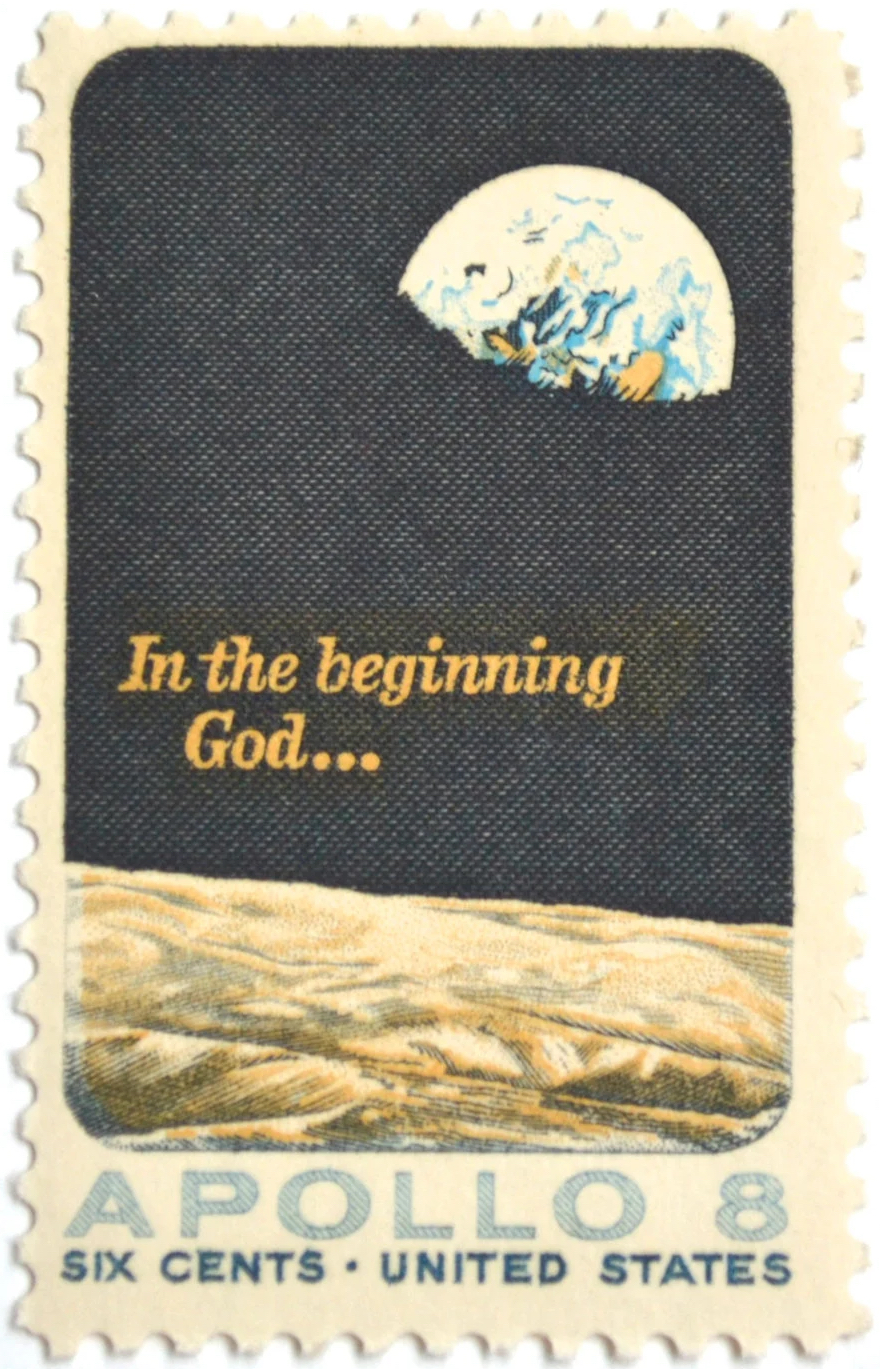
Timbre commémoratif Apollo 8 édité en 1969.

Jusque-là les astronautes et cosmonautes avaient toujours séjourné dans l'espace sur une orbite terrestre basse à très faible distance de la Terre (quelques centaines de kilomètres). Les astronautes d'Apollo 8 sont les premiers à s'éloigner de la Terre pour orbiter autour d'un autre corps céleste. Ils donnent au public la toute première possibilité d'envisager la Terre comme une petite sphère colorée perdue dans l'espace. Ils sont sans doute nombreux à partager le sentiment qui inspire au poète Archibald MacLeish ce texte intitulé « Riders on earth together, Brothers in eternal cold » (« Passagers solidaires de la Terre, frères dans le froid éternel ») qui fut imprimé le jour de Noël à la une du New York Times :
« To see the earth as it truly is, small blue and beautiful in that eternal silence where it floats, is to see ourselves as riders on the earth together, brothers on that bright loveliness in the eternal cold-brothers who know now they are truly brothers. »
— A. MacLeish
        
« Contempler la Terre telle qu'elle est réellement, petit joyau bleu flottant dans un silence éternel, c'est réaliser que nous sommes des passagers solidaires de la Terre, frères pour l'éternité sur cette beauté multicolore au milieu du froid éternel, frères qui réalisent maintenant qu'ils sont vraiment frères. »
Les photos de la Terre prises depuis l'espace par les équipages du programme Apollo frapperont les esprits à l'époque. La plus célèbre de ces photos est La Bille bleue prise par les astronautes d'Apollo 17. D'autres photos, comme celles montrant un lever de Terre au-dessus d'un sol lunaire dépourvu de couleurs ou celles mettant en évidence la minceur de la couche atmosphérique, ont fait prendre conscience du caractère unique et fragile de notre planète. Le cliché a inspiré la première célébration du « Jour de la Terre » en 1970 et est sélectionné comme la première des « 100 photographies qui ont changé le monde » par le magazine Life . Ces images ont pu contribuer au développement des mouvements écologiques au cours des décennies suivantes.

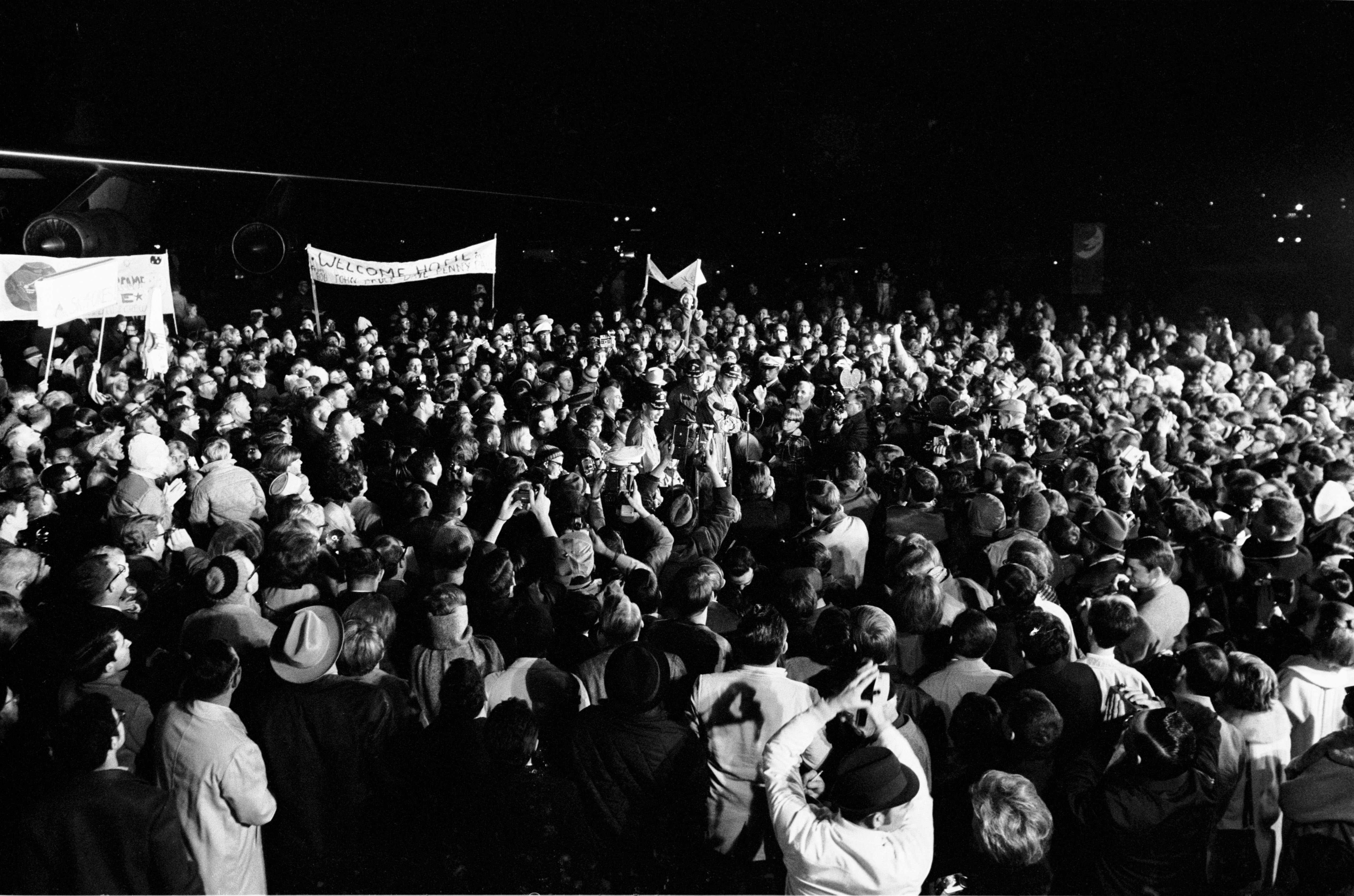
Le retour à Houston des astronautes d'Apollo 8, après leur mission.

L'astronaute d'Apollo 11, Michael Collins, déclare : « La signification historique capitale de Huit était la plus importante » ; tandis que l'historien de l'espace Robert K. Poole voit en Apollo 8 la plus importante de toutes les missions Apollo sur le plan historique. Cette mission est la plus largement couverte par les médias depuis le premier vol orbital américain, Mercury-Atlas 6 de John Glenn, en 1962, ayant été suivie par 1 200 journalistes. Le journal soviétique Pravda publie une citation de Boris Nikolaevich Petrov, président du programme soviétique Interkosmos, qui décrit le vol comme une « réalisation exceptionnelle des sciences et technologies spatiales américaines ». On estime qu'un quart des personnes vivant à l'époque ont vu - en direct ou en différé - la transmission de la veille de Noël pendant la neuvième orbite de la Lune. Les émissions d'Apollo 8 remportent un Emmy Award, la plus haute distinction accordée par l'Académie des arts et des sciences de la télévision.
Madalyn Murray O'Hair, une athée, provoque plus tard une controverse en intentant un procès contre la NASA à propos de la lecture de la Genèse. O'Hair veut que les tribunaux interdisent aux astronautes américains — qui sont tous des employés du gouvernement — de prier en public dans l'espace. Bien que la procédure soit rejetée par la Cour suprême des États-Unis, apparemment pour manque de compétence dans l'espace, l'affaire implique que la NASA se montre plus réservée sur la question de la religion pendant le reste du programme Apollo. Lorsque Buzz Aldrin, sur Apollo 11, s'auto-administre la communion presbytérienne sur la surface de la Lune après l'atterrissage, il s'abstient de le mentionner publiquement pendant plusieurs années et n'y fait référence qu'indirectement à l'époque.
En 1969, le Département des Postes des États-Unis émet un timbre-poste (catalogue Scott #1371) commémorant le vol d'Apollo 8 autour de la Lune. Le timbre comporte un détail de la célèbre photographie du lever de la Terre au-dessus de la Lune prise par Anders la veille de Noël, et les mots « Au commencement, Dieu… », les premiers mots du livre de la Genèse.
En janvier 1969, 18 jours seulement après son retour sur Terre, l'équipage participe au spectacle d'avant-match du Super Bowl III, en récitant le Serment d'allégeance, avant que l'hymne national ne soit interprété par Anita Bryant.

### Exposition du vaisseau spatial
En janvier 1970, le vaisseau spatial est acheminé jusqu'à Osaka, au Japon, pour y être exposé dans le pavillon américain à l'Expo '70,. Il est depuis exposé au Musée des sciences et de l'industrie de Chicago, avec une collection d'objets personnels du vol donnés par James Lovell et la combinaison spatiale portée par Frank Borman,. La combinaison spatiale portée durant Apollo 8 par Lovell est exposée au Visitor Center du Glenn Research Center de la NASA,. Celle de Bill Anders est au Science Museum de Londres, au Royaume-Uni.

### Dans la culture populaire
La mission historique d'Apollo 8 a fait l'objet de plusieurs œuvres documentaires et de fiction. Les différentes transmissions télévisées et les images 16 mm tournées par l'équipage d'Apollo 8 sont compilées et publiées par la NASA dans le documentaire « Debrief : Apollo 8 » de 1969, animé par Burgess Meredith. En outre, Spacecraft Films sort, en 2003, un coffret de trois DVD contenant toutes les images télévisées et les films 16 mm de la NASA liés à la mission, y compris toutes les transmissions télévisées depuis l'espace, les images d'entraînement et de lancement, et les films tournés en vol. Parmi les autres documentaires, citons « Race to the Moon » (2005) dans le cadre de la saison 18 de American Experience et In the Shadow of the Moon (2007). Le documentaire Apollo's Daring Mission': NASA's Epic est diffusé sur la chaîne Nova de PBS en décembre 2018, pour le 50e anniversaire du vol.
Certaines parties de la mission sont dramatisées dans la mini-série de 1998 « From the Earth to the Moon », épisode « 1968 ». L'étage S-IVB d'Apollo 8 figure dans l'épisode d'UFO, alerte dans l'espace intitulé « Conflict » en 1970. L'insertion d'Apollo 8 en orbite lunaire est relatée avec des enregistrements réels dans la chanson « The Other Side », sur l'album « The Race for Space », par le groupe Public Service Broadcasting.
Un film documentaire, First to the Moon : The Journey of Apollo 8, sort en 2018.